# Sukhoi Su-30
El Sukhoi Su-30 (en ruso: Сухой Су-30, designación OTAN: Flanker-C) es un avión de combate bimotor y biplaza desarrollado por la compañía rusa Sukhoi. Se trata de un caza de superioridad aérea todo tiempo para misiones aire-aire y de interdicción aire-superficie de largo alcance.
El Sukhoi Su-30 comenzó como un proyecto de desarrollo de la familia de cazas pesados Su-27 llevado a cabo internamente por la compañía Sukhoi bajo la designación Su-27PU, el primer prototipo voló por primera vez en diciembre de 1989. El plan de diseño fue renovado y el nombre Su-30 fue hecho oficial por el Ministerio de Defensa de Rusia en 1996, año en el que entró en servicio operacional con la Fuerza Aérea Rusa.
El Su-30 posee dos ramas de versión distintas, fabricadas por organizaciones competidoras: KnAAPO y la Corporación Irkut, ambas bajo la cobertura del grupo Sukhoi. Por una parte, KnAAPO fabrica el Su-30MKK y el Su-30MK2, vendidos a China y más tarde a Indonesia, Vietnam, Venezuela y Uganda. Debido a la participación de KnAAPO desde las primeras etapas de desarrollo del Su-35, las versiones antes mencionadas son básicamente biplazas de la primera versión del Su-35 de mediados de los años 1990. Este es un cazabombardero dedicado principalmente a misiones de ataque aire-superficie de largo alcance.
Por otra parte, Irkut tradicionalmente servía a la Defensa Antiaérea Soviética y en los primeros años de desarrollo del Flanker se le dio la responsabilidad de la fabricación del Su-27UB, la versión biplaza de entrenamiento del Su-27. Cuando la India mostró interés en el Su-30, Irkut les ofreció el Su-30MKI, una versión que deriva del Su-27UB modificado con aviónica apropiada para las misiones de un caza polivalente. Junto a sus capacidades de ataque a tierra, esta serie añade nuevas características para la misión de superioridad aérea, como el empuje vectorial, los canards y un radar de largo alcance. Como derivados del MKI se incluyen los Su-30MKM y MKA para Malasia y Argelia, respectivamente. La Fuerza Aérea Rusa está negociando la compra de 28 a 40 cazas Su-30 de la planta de producción Irkut de Sukhoi.

## Desarrollo
El desarrollo del Su-30 comenzó en Sukhoi a mediados de la década de 1980. Incluso antes de que el Su- 27 se pusiera en servicio, comenzó el desarrollo posterior. El objetivo era crear una serie completa de tipos de aviones, que debería consistir en un interceptor de largo alcance, un caza de superioridad aérea, un cazabombardero táctico y un avión de combate multifunción. Sukhoi se refirió a esta generación como la Serie 30.
El Su-30, inicialmente también llamado Su-27PU, debería representar el interceptor de largo alcance en este concepto. El proyecto tenía como finalidad desarrollar una nueva aeronave de mayor alcance en combate, capaz de dirigir una célula (estructura) del grande y pesado caza de superioridad aérea Su-27P original, bimotor, de doble deriva (timón vertical de profundidad), en misiones de caza especializado para combate "Aire-aire"; pero que a su vez pudiera operar en misiones CAP (patrulla aérea de combate) en las grandes y lejanas extensiones de Siberia y el Polo Norte de Rusia. Esto con la finalidad de reemplazar a los viejos escuadrones de aviones caza de largo alcance MiG-23 y MiG-25, que operaban en esa zona, manteniendo así mismo, plena capacidad de intercepción y combate "Aire-aire" contra los nuevos aviones caza de la OTAN de generación superior, por lo que debía tener mayor capacidad de transporte de armas y combustible, mayor maniobrabilidad y por último el potencial para poder ofrecerlo como producto de exportación a otros países.
El primer prototipo del caza pesado Sukhoi Su-27, voló bajo el nombre de T-10PU-5 y realizó su primer vuelo de prueba en 1989, en el Centro de Pruebas de Akhtubinsk, con pruebas de lanzamiento del misil "Aire-aire" RVV-AE (designación OTAN AA-12 Adder). Tenía el sistema de precisión para ataques día/noche con el contenedor optrónico UOMP Sapsan, señalizador láser y colimador de imagen térmica, con un nuevo Radar N-011VE de largo alcance, computador de misión, capacidades ECM/EW y la misma cabina de mando, del actual caza de exportación Su-30MKI a India. 
El prototipo estaba relativamente libre de problemas, por lo que la producción en serie comenzó con bastante rapidez. El primer avión de la serie Su-30 voló el 14 de abril de 1992, y este tipo se puso en servicio en el mismo año. El Su-30 fue pensado como un suplemento del MiG-31, que luego se usó principalmente para protegerse de los misiles de crucero. El Su-30 debía interceptar bombarderos B-1 y B-52 de EE. UU. sobre el Polo Norte y el Pacífico. Con el colapso de la Unión Soviética, este concepto se volvió obsoleto, lo que convirtió al Su-30 en "desempleado". Como resultado, inicialmente solo había una producción limitada de máquinas Su-30.
Sukhoi luego comenzó a buscar nuevas tareas para el Su-30 y comenzó a convertirlo en un avión de combate multipropósito. El resultado fue el Su-30M, que estaba destinado principalmente para misiones de cazabombardero. De acuerdo con esta gama de tareas, se utilizó una nueva electrónica de combate y un sistema de radionavegación Chayka en lugar del radar de intercepción instalado. Al mismo tiempo, la parte trasera de la máquina fue revisada y estabilizada para hacerla más resistente al fuego. El Su-30MK se puso a disposición para la exportación, que prevaleció varias veces sobre sus competidores estadounidenses y europeos en el mercado asiático. Es considerado como la versión para exportación del anterior caza de superioridad aérea Su-27 con varias mejoras disponibles en todas sus variantes, su costo unitario para exportación es de entre US$ 33 y US$ 45 millones de dólares. Como resultado de la acumulación militar masiva en China e India, que adquirieron subversiones del Su-30MK, será uno de los aviones de combate más producidos en el mundo en el futuro previsible.
A pesar de su tamaño y peso, el Su-30 es capaz de un rendimiento de vuelo notable. Sin embargo, en comparación con el Su-27, el Su-30 alcanza una velocidad de ascenso y una velocidad máxima algo más bajas. La fortaleza del Su-30 radica principalmente en su alta flexibilidad, ya que puede usarse para casi cualquier tipo de misión. Estas llamadas habilidades "multi-roles" son la mayor ventaja del Su-30MK en el mercado mundial, ya que hasta ahora solo el F-16, F/A-18 y JAS 39 tienen un nivel similar de flexibilidad, pero sin lograr el rendimiento de vuelo del Su-30. Sin embargo, esto podría cambiar con la introducción del F-35 y la plena capacidad operativa del francés Rafale y el Eurofighter.

### Aeronaves de desarrollo
Se utilizaron células del programa Su-27UB.
1987: T-10U-2 "02" + sistema de reabastecimiento en vuelo = T-10PU "02"
1988: T-10U-5 "05" + integración de aviónica = T-10PU-5/Su-27PU/Su-30 "05", 1.er prototipo
1989: T-10U-6 "06" + aviónica + reabastecimiento = T-10PU-6/Su-27PU/Su-30 "06", 2.º prototipo

### Producción
Las aeronaves 596 y 597 quedaron en manos de IAPO y fueron utilizadas para el desarrollo de los proyectos Su-30MKI, Su-30MKM y Su-30MKA. La PVO concentró los Su-27PU/Su-30 en el 54.º GIAP (Regimiento de Caza de la Guardia) en la Base Aérea de Savasleyka, en el Óblast de Nizni Nóvgorod.
1992: T-10PU/Su-30 "596" = 1.a aeronave de serie (N.º de serie 01-01)
1992: T-10PU/Su-30 "597" = 2.a aeronave de serie (N.º de serie 01-02)
1992: T-10PU/Su-30 "51" = 3.a aeronave de serie (N.º de serie 01-03)
1993: T-10PU/Su-30 "52" = 4.a aeronave de serie (N.º de serie 01-04)
1993: T-10PU/Su-30 "53" = 5.a aeronave de serie (N.º de serie 01-05)
1993: T-10PU/Su-30 "54" = 6.ª aeronave de serie (N.º de serie 01-06)
1993: T-10PU/Su-30 "55" = 7.ª aeronave de serie (N.º de serie 01-07)
1993: T-10PU/Su-30 "56" = 8.a aeronave de serie (N.º de serie 01-08)

## Diseño

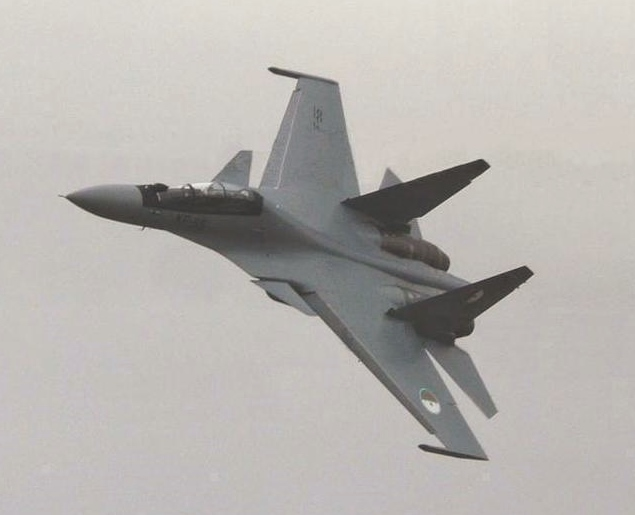
Su-30MKA.

El Su-30 es un nuevo caza bimotor pesado, de cabina biplaza con freno de aire dorsal situado detrás de ésta, es de largo alcance y capacidad de combate tipo multipropósito, puede atacar y defender en la misma plataforma de vuelo, también puede efectuar misiones de patrulla y guía de ataque, operar en misiones CAP (patrulla aérea de combate) en largas distancias, misiones de ataque a tierra y ataque naval, misiones de comando aéreo de batalla, entrenamiento de pilotos, escolta y combate contra otros aviones caza.
Se compara favorablemente con el anterior diseño del caza de superioridad aérea Su-27UB de cabina biplaza para entrenamiento de pilotos, respecto a la distribución de las funciones entre los tripulantes. La diferencia principal es que en el modelo biplaza MK2, las terminales de trabajo del piloto y navegante son más similares entre sí, lo que claramente distingue a este avión de combate con los entrenadores convencionales de dos asientos del anterior modelo Su-27 de cabina biplaza, que tenían una función muy específica para entrenar a los pilotos del caza de cabina monoplaza Su-27.
Ahora el navegante (oficial de sistemas de combate) del asiento posterior, en el modelo biplaza MK2, es capaz de introducir rápidamente las coordenadas de los nuevos puntos de navegación aérea, en el sistema de navegación de la nave y en el sistema de armas aerotransportadas, que son usadas para interceptar objetivos enemigos lejanos, en un enfrentamiento aéreo de largo alcance o más allá del alcance visual del piloto (BVR).

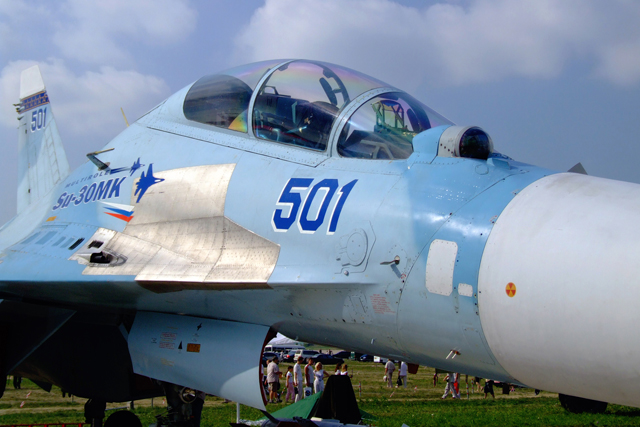
Cabina de un Su-30MK.

Mientras el caza de superioridad aérea Su-27 original tenía un buen alcance, era un avión caza monoplaza diseñado específicamente para misiones de combate aéreo contra otros aviones caza a gran altitud y velocidad, seguía siendo insuficiente para ciertas tareas de defensa aérea de larga distancia, requeridas para el PVO Strany ("PVO" o Protivo-Vozdushnaya Oborona "Defensa Aérea") cuyos requerimientos exigían la necesidad de cubrir vastas extensiones de territorio, en el norte de la extinta Unión Soviética.
La experiencia de operar cazas de un solo asiento ha demostrado que en el combate aéreo moderno las cargas en el piloto son demasiado altas debido a la necesidad de maniobras y control simultáneo del sistema de armas moderno. Esto se aplicaba por completo al entonces nuevo Su-27S, por lo que se decidió traer a la tripulación un operador piloto que pudiera resolver tareas tácticas y de navegación, administrar un grupo de aeronaves y, si fuera necesario, tomar el control de la aeronave relevando al piloto en vuelos largos. Además, el segundo miembro de la tripulación, sin duda, se beneficiaría desde un punto de vista psicológico. El desarrollo de un nuevo caza biplaza para equipar a la Fuerza Aérea Soviética, comenzó en 1986 sobre el diseño original del caza Su-27PU biplaza de entrenamiento de pilotos, una variante del Su-27 más moderno y de capacidades incrementadas, e ideal para servir como un interceptor de largo alcance o puesto de comando aéreo. El entrenador de combate biplaza Su-27UB fue seleccionado como la base para el desarrollo del primer Su-27PU experimental, puesto que las misiones de largo alcance requerían de dos tripulantes para poder interceptar múltiples aviones de combate a larga distancia, como las misiones de combate del avión caza Grumman F-14 Tomcat de cabina biplaza, diseñados específicamente para defender a la escuadra naval con la ayuda del oficial de sistemas defensivos sentado detrás del piloto en grandes distancias.
Un demostrador de "prueba de conceptos" voló el 6 de junio de 1987, y su éxito, motivó los trabajos de desarrollo de dos prototipos Su-27PU. El primer Su-27PU voló en Irkutsk el 31 de diciembre de 1989, y el primero, de tres modelos de pre-serie para pruebas de vuelo, despegó el 14 de abril de 1992, siendo un avión relativamente nuevo de producción en serie.

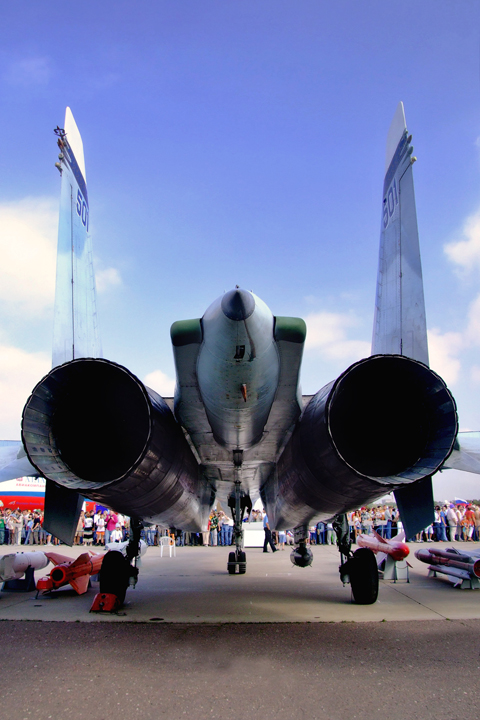
Parte trasera de un Su-30MK.

Para adaptar el caza de entrenamiento Su-27UB a su nuevo rol, el Diseñador en Jefe I. Yemelyanovse, utilizó la célula básica del Su-27UB biplaza y se concentró, en mejorar el alcance en misiones de patrulla y combate aéreo, dotándolo con un nuevo sistema de sonda retráctil para el reabastecimiento de combustible en vuelo, instalado en el costado izquierdo de la cabina de mando, sobre el radomo delantero del radar y de la totalmente rediseñada ala del Su-27M, la cual se concibió para instalar dos nuevos tanques integrales en el diseño interno de combustible adicional y la posibilidad de llevar 2 tanques externos de combustible bajo las alas, en los pilones de carga de armas reforzados junto a los motores gemelos, con lo cual el alcance se incrementó a más de 3.000 km de distancia.
El nuevo diseño del ala permite la localización de un punto extra de armas en cada una de ellas, en pilones de carga en los extremos alares para transportar un misil "Aire-aire" de medio alcance, totalizando 12 posiciones de armas, 4 bajo cada ala, 2 bajo las toberas de ingreso de aire a los motores y 2 bajo el fuselaje central de la nave, y mejorando su capacidad de combate contra múltiples objetivos enemigos, también puede transportar vainas con equipo electrónico en las puntas de las alas y "POD de información" bajo el fuselaje central.
Debido a la colocación del nuevo sistema de reabastecimiento aéreo de combustible en el costado izquierdo de la cabina de mando, se movió el designador de blancos (IRST), del centro del parabrisas y sobre el cono del radar, en el anterior caza Su-27, al costado derecho del parabrisas en el nuevo Su-30, lo cual a su vez, mejoró la visibilidad del piloto y su capacidad de combate en vuelos cerrados, permite facilitar los aterrizajes de la nave y poder instalar más equipos electrónicos delante de la cabina.

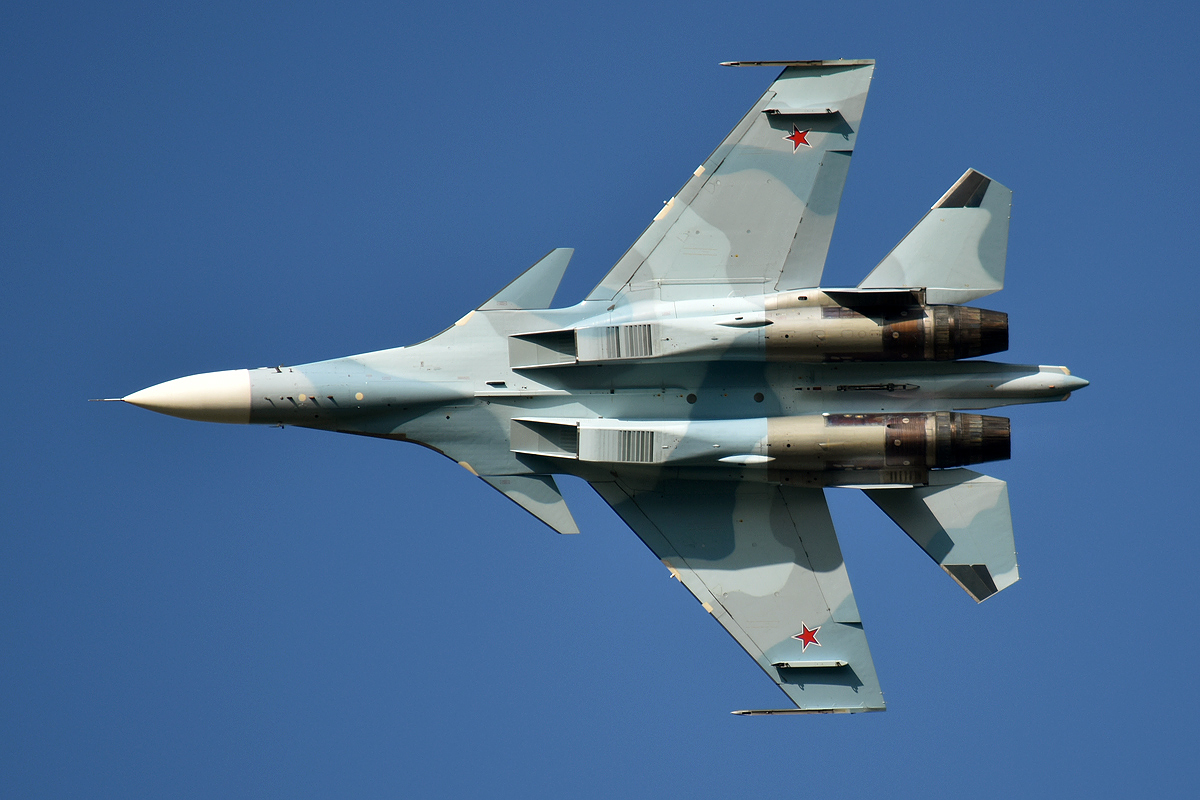
Su-30SM con canards (aletas frontales) realizando una demostración en el MAKS de 2019.

La aeronave en gran parte está basada en el biplaza entrenador Su-27UB (estructuralmente hablando), es similar en tamaño y peso, velocidad y maniobrabilidad, pero tiene más alcance en combate para misiones de patrulla; posee un nuevo sistema de radiolocalización que puede transmitir las posiciones de 10 objetivos enemigos en el aire, a otras 4 aeronaves escolta al mismo tiempo. La nueva serie llamada Su-30 del avión comenzó con el Su-27M, en efecto un concepto de "demostrador" renombrado luego como Su-30K, el diseño original del Flanker ha evolucionado en el avión polivalente de diseño multipropósito Su-30 monoplaza MK y biplaza MK2, el caza de superioridad aérea Su-35, el nuevo cazabombardero táctico biplaza de cabina ensanchada Su-32 o Su-34 y la variante naval embarcada Su-33.
La principal diferencia visual entre el demostrador de tecnología Su-30K y el nuevo caza de producción en serie Su-30MK, son los alerones de control delanteros de vuelo estilo Canard's o "pato", instalados debajo de la cabina biplaza, ligeramente detrás de la cabina del navegante, siguiendo el borde de ataque que conecta el ala principal con el fuselaje central, en forma similar al caza naval embarcado monoplaza Su-33, que se ofrecen en forma opcional para su instalación en los modelos de producción en serie y exportación, y que también pueden instalarse en el futuro en un programa de mejoras Up-grade, como el nuevo caza de India, el mejorado Sukhoi Su-30MKI; tiene nuevos inyectores de combustible TVC y un equipo de tren de aterrizaje delantero con ruedas gemelas.
La aviónica de la aeronave fue mejorada, incluyendo equipos especiales de guía y comunicaciones, para comandar formaciones de aeronaves de combate, del anterior interceptor Su-27PU en su versión biplaza. La cabina posterior recibió una gran pantalla plana CRT multifunción, la cual proveía al Líder de Formación del Ala de combate, de información táctica referente a blancos e intercepciones en el aire, objetivos para atacar en tierra y en el mar, la situación de batalla, detección de radar de múltiples blancos enemigos en el aire, selección de objetivos en tierra y mar. La navegación y los sistemas de vuelo digital por cable, o fly-by-wire fueron así mismo actualizados.
Para poder realizar la navegación en las grandes extensiones del Ártico de Rusia, se incorporó un sistema de navegación satelital que utiliza el nuevo sistema GLONASS fabricado en Rusia y equipo de comunicación "VOR/DME", para operar como un avión de patrulla de grandes distancias en los territorios de Rusia, desde la frontera con Polonia y Turquía hasta la frontera con Japón, por las necesidades de defensa de Rusia.
El navegante (oficial de sistemas defensivos y de radar) de la aeronave, va sentado en tándem en el segundo asiento, detrás del piloto en una posición más alta, por lo cual se instalaron nuevas pantallas planas MFI para presentar información táctica y los equipos de comunicación necesarios, para entregar eficientemente toda la información en tiempo real a los caza Su-27P escolta, monoplaza y otros Su-30 biplaza que lo acompañan como aviones subordinados, lejos de la ayuda de base en tierra como un avión de comando aéreo de batalla.
Fue añadido un moderno radar plano AESA NIIP N001, otorgándole habilidad para seguimiento en ataques a tierra y ataque naval, además para poder hacer un seguimiento de aviones enemigos y combate contra múltiples objetivos aéreos simultáneamente, puede detectar la posición de los aviones enemigos, los objetivos en tierra y el mar, transmitir esta información a todos los aviones de ala de combate, sin necesidad de apoyo de la base en tierra, comandar la misión como un avión guía de ataque y participar en las misiones de batalla contra otros aviones caza, como un caza convencional y participar en misiones de combate como un avión de ataque.

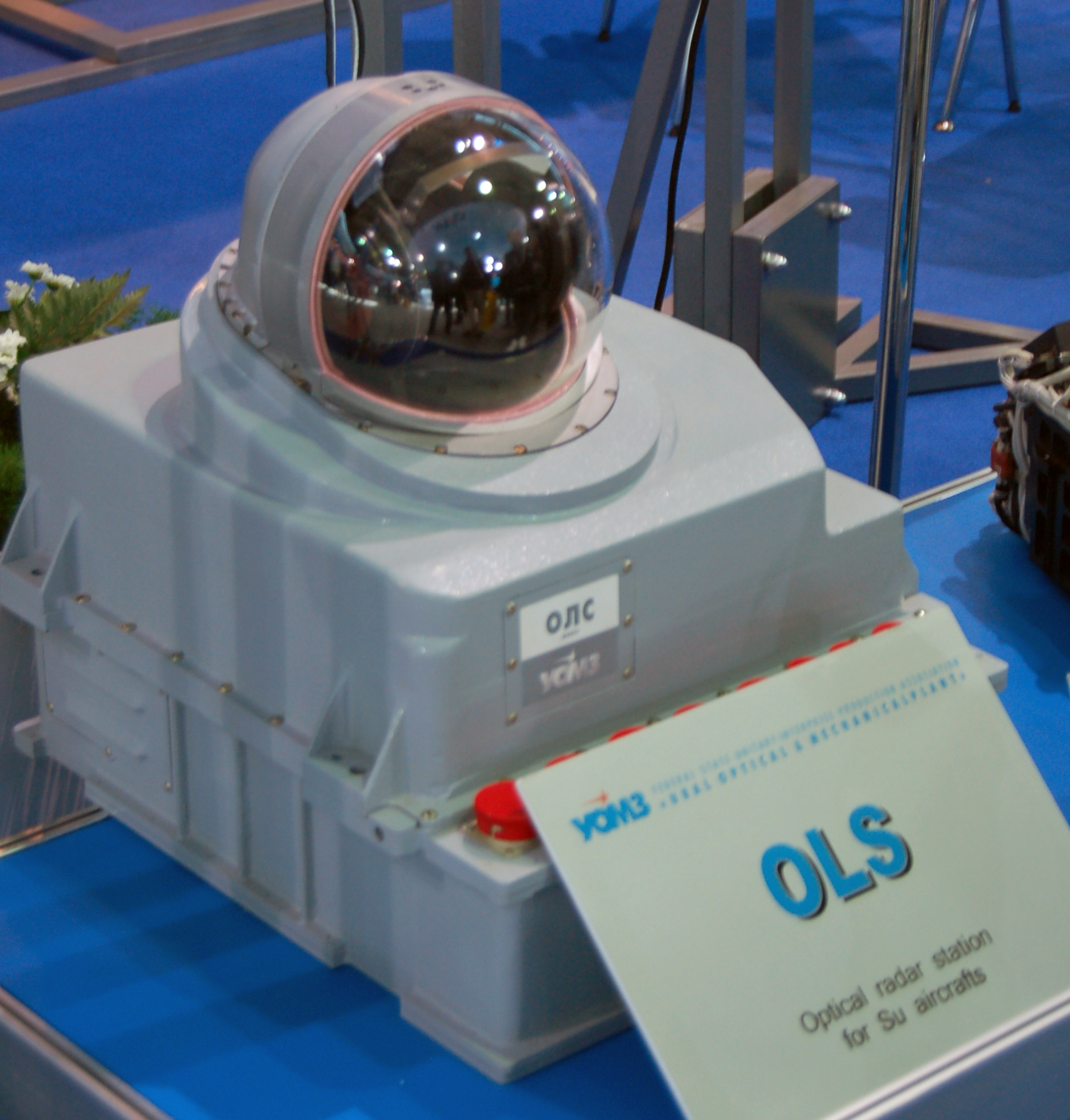
Pod de detección óptica, similar al utilizado por el caza Su-30, en el MAKS-2009.

Tiene un nuevo sistema de avistamiento para combate contra otros aviones caza (IRST), con un sistema de puntería integrado en el casco del piloto, en un pequeño domo con una cúpula transparente sobre el cono del radar, al costado derecho del parabrisas de la cabina de mando, es un sistema de búsqueda y seguimiento del objetivo enemigo por infrarrojos IRST, que va montado sobre el cono del radar, funciona en dos bandas de radiación infrarroja y se utiliza, junto con el radar de la nave, en una misión de combate "aire-aire" contra otros aviones caza en combate cerrado dogfight, funciona como un sistema de búsqueda y seguimiento por infrarrojos (IRST), proporcionando detección y seguimiento del objetivo pasivo. En una misión de combate "aire-superficie", realiza identificación y localización de objetivos. También proporciona ayuda de navegación y de aterrizaje, está enlazado con el visor montado en el casco del piloto, con un sensor que gira en forma permanente, mide la distancia del avión enemigo, sin necesidad de alertar al avión enemigo con el radar de la nave y le informa al piloto, la posición de la nave enemiga.
Sukhoi ofreció el diseño original del Su-27PU biplaza para ser usado como "controlador de vuelo", una especie de avión guía de ataque y avión radar mini-AWACS, con el oficial navegante utilizando el radar y enlaces de transmisión de datos, para controlar a otros aviones combatientes, sin la necesidad de tener la ayuda de los radares de base en tierra, sin embargo, el PVO no estuvo interesado en la compra de más aviones biplaza Su-27PU por la crisis económica que afectaba a Rusia y la necesidad de mantener operativo su inventario de aviones de combate.
Los 5 aviones biplaza Su-27PUs de pruebas de vuelo, con la nueva designación de Su-30, terminaron en servicio para el PVO en el papel de entrenamiento de nuevos pilotos de combate. Las entregas al 54.º Regimiento Aéreo Interceptor con operaciones en la "Base de entrenamiento avanzado de pilotos" de Savasleyka, comenzaron en 1996, siendo un avión de combate relativamente nuevo en el inventario de Rusia y se abrió la posibilidad de su exportación a otros países, como un avión de entrenamiento, patrulla, comando aéreo de batalla, caza de superioridad aérea, ataque todo tiempo, ataque naval, caza polivalente de diseño multipropósito y guía de ataque tipo avión Radar mini-AWACS con mucho éxito, el más completo para su exportación a otros países, en donde se han vendido más de 600 unidades construidas.

### Sistema de armamento
Para lograr este nuevo cometido de función Polivalente de diseño Multipropósito, puede atacar y defender en la misma plataforma de vuelo, incluso en la misma misión de combate, se diseñaron nuevas mejoras (upgrades) para la aviónica en varios aspectos, que superan al diseño del anterior caza de supremacía aérea Su-27.
El sistema de control de armamento se divide en el subsistema SUV-VEP de control de armamento "Aire-aire" convencional, y el lanzamiento del nuevo misil Kh-31A de largo alcance tipo dispara y olvida, integra al Radar Plano AESA en el modo de combate "Aire-aire" contra otros aviones de combate, a su vez mejoras en el sistema IRST/LASER y la mira HUD ILS-31 para combatir contra otros aviones caza y designar el blanco enemigo con una mira en el casco del piloto.
El SUB-P es el subsistema de control de armas "Aire-superficie" e integra la información de puntería y navegación en las pantallas multifuncionales MFI-10-5, para poder realizar con éxito ataques a tierra y contra barcos enemigos, con el lanzamiento de misiles y bombas guiadas por láser y satélite GLONASS, misiles navales "Aire-superficie" y misiles de ataque a tierra "Aire-tierra", que convierte a este moderno avión de combate, diseñado originalmente para operar como un avión biplaza de entrenamiento y combatir contra otros aviones caza, en un nuevo Avión Polivalente de diseño Multipropósito, que puede atacar y defender en la misma plataforma de combate, incluso en la misma misión de batalla, como un avión caza y luego como un bombardero naval de base en tierra, ideal para ser ofrecido a la venta a otros países, que necesitan equipar su Fuerza Aérea con un nuevo modelo de avión de combate, que pueda efectuar con éxito diferentes misiones, ahorrar gastos en mantenimiento y comprar diferentes modelos de aviones de combate para cada misión.

### Aviónica

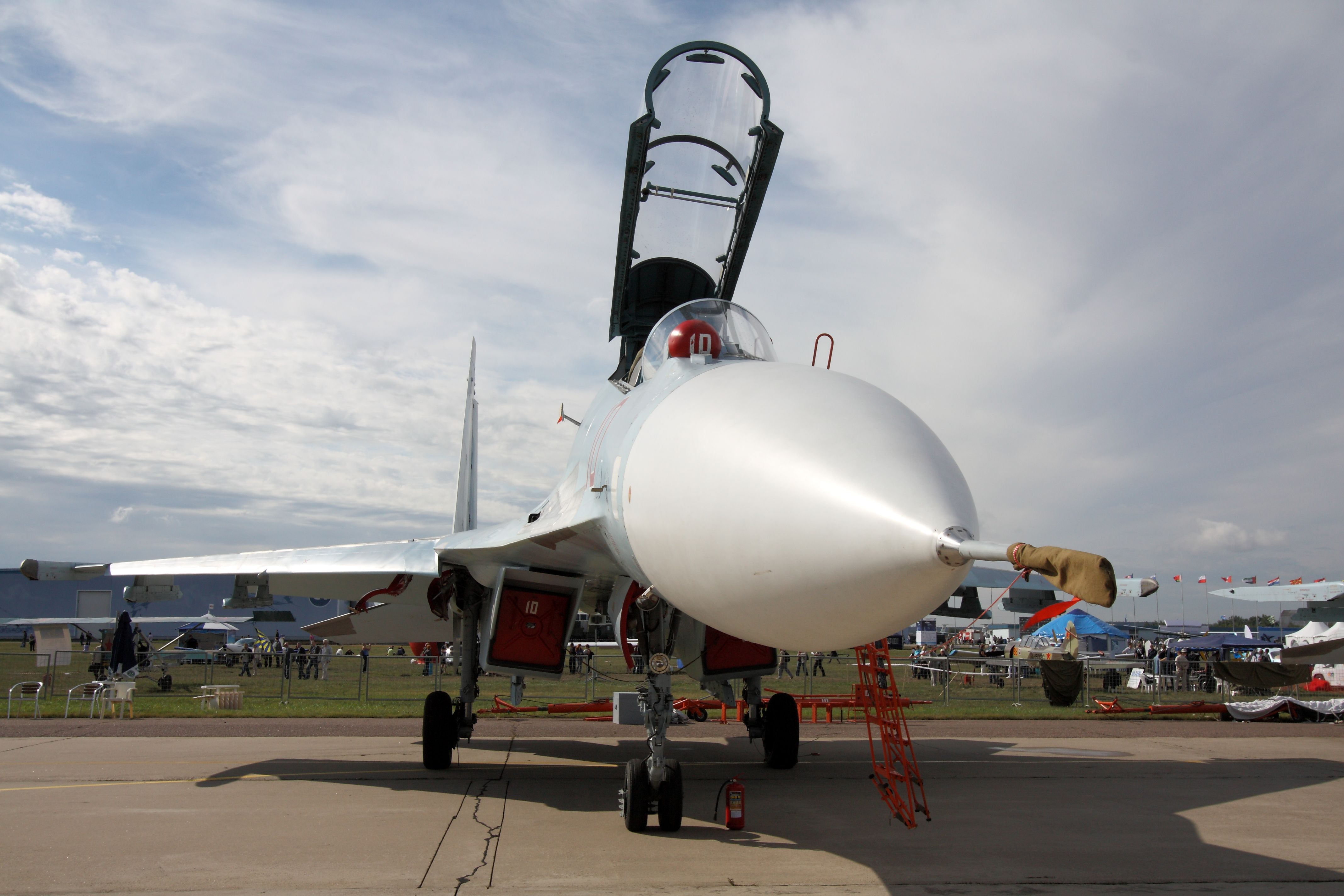
Primer plano del cono de radar de un Su-30M2.

El Su-30M utiliza el Radar Plano NIIP N001VE, el cual puede emitir en 2 frecuencias y barrido electrónico, con múltiples antenas agrupadas en forma circular sobre una superficie plana. Está mejorado para la localización de blancos aire-superficie, puede hacer cartografía digital y seguimiento de blancos terrestres con el sistema doppler. Así como, detectar un blanco del tamaño de un camión a 100 km y un grupo de tanques a 75 km de distancia en modo aire-superficie, para las misiones de ataque a tierra disparando misiles crucero "Aire-tierra" de larga distancia.
En el modo de combate "Aire-aire" puede seguir 10 blancos enemigos al mismo tiempo, clasificándolos según su peligrosidad y puede atacar 2 blancos elegidos por el piloto, pero manteniendo el modo de exploración del radar en forma permanente. También puede efectuar misiones de ataque naval, transportando misiles tipo "Aire-superficie" con misiones de ataque con vuelos rasantes sobre el mar, en forma similar a las misiones del avión de ataque para combate naval, Dassault-Breguet Super Étendard, que revolucionó el combate naval moderno en la guerra de las Malvinas.
El equipo IRST/LASER OEPS-27 es un sistema de detección y seguimiento de blancos aéreos, mediante rayos infrarrojos para poder detectar el calor sobre el fuselaje del avión enemigo hasta 90 km y un telémetro láser, para iluminación de blancos aéreos y terrestres, para poder apuntar con precisión el cañón, bombas y misiles; la distancia de iluminación del radar a blancos terrestres y aéreos es de 10 km de distancia.
Para la designación de los blancos enemigos, se puede utilizar el sistema montado en el casco del piloto Sch-3UM-1. Este al mirar hacia el lugar en que se encuentra el blanco, hace que también se mueva el sistema OEPS-27 en la parte delantera de la cabina y los sistemas de seguimiento de los misiles al mismo tiempo, las computadoras se integran a la voluntad del piloto, esto permite apuntarlos hacia el sector de las 6 del piloto, para misiones de combate contra otros aviones de combate y disparar los misiles sin necesidad de ver la pantalla de la cabina.

### Sistema de guerra electrónica o EW
El caza Su-30, como el cazabombardero táctico Su-34, en su concepto no son aviones orientados al sigilo, ya que buscan activamente objetivos aéreos y terrestres utilizando sus propios potentes radares y, por lo tanto, pueden ser fácilmente detectados por su radiación. Esto distingue al Su-30 de los cazas de quinta generación (Su-57 y F-22), que atacan objetivos con radares apagados, trabajando en grupo con un avión de control y vigilancia aérea o AWACS que "ilumina" los objetivos. Una característica de los aviones de generación 4 ++ (Su-30 y Su-34) es la capacidad de buscar independientemente un objetivo sin la ayuda de un avión AWACS, que es un punto débil del avión de combate de quinta generación, ya que puede ser destruido por un misil de largo alcance diseñado específicamente para destruir aviones AWACS, como el 40N6E del sistema de lanzamiento S-400, que tiene un rango de 350-400 km. Los Su-30 y Su-34 están más centrados no en el secreto, sino en el uso de potentes equipos de guerra electrónica en caso de detección por parte del enemigo. Para el Su-30 y Su-34, estos son los módulos Khibiny y Sorption-S EW, cuya experiencia en combate mostró la posibilidad de neutralizar no solo los radares de combate con un radio de acción relativamente pequeño, sino también sistemas completos de defensa aérea bajo el control de sistemas integrados.

### Armamento
El Su-30MK puede llevar un cañón GSh-30-1 (9A-4071K) de calibre 30 mm con 150 proyectiles y dotado con cartuchos AO-18 incendiarios, explosivos de fragmentación, perforantes-trazadores y una carga de armas externa de hasta 8.000 kg bajo las alas y el fuselaje central de la nave.
El armamento de misiles aire-superficie comprende los siguientes modelos:
- Kh-29T y Kh-29TE: contra blancos terrestres fuertes (concreto armado, pistas, etc.), corto alcance (12 km) y medio alcance (30 km) respectivamente, guiado por TV.
- Kh-29L: contra blancos terrestres fuertes (concreto armado, pistas, etc.), corto alcance, guiado por láser, para ser utilizado en buenas condiciones meteorológicas.
- Kh-31A: antibuque, de mediano alcance (70 km), guiado inercial y radar activo.
- Kh-31P: supresión de radares y emisoras de radio, los blancos se fijan por el sistema de ECM del Su-30MK que indica la distancia hasta el blanco y la distancia segura de lanzamiento, una vez lanzado su guiado es inercial y al final del vuelo cambia a radar pasivo.
- Kh-59ME: misil multipropósito de medio alcance (115 km) contra blancos terrestres y marítimos. Las coordenadas aproximadas del blanco se fijan antes del lanzamiento mediante el sistema de guiado de armas APK-9E montado en el punto N.º 10 de armas y el guiado de aproximación final por TV por mando.
- KAB-500KR.
- KAB-1500KR.

El armamento de misiles "Aire-aire" que puede utilizar el Su-30M es:
- R-73.
- R-77.
- R-27T(E).
- R-27R(E).

### Rendimiento
El nuevo Su-30 es un caza pesado de largo alcance y alta maniobrabilidad, puede efectuar la maniobra de la Cobra de Pugachev y la nueva maniobra de la súper cobra, para combatir contra múltiples enemigos al mismo tiempo y esquivar los ataques de aviones enemigos, es considerado el avión más maniobrable del mundo.
Años atrás EE. UU. e India, realizaron un ejercicio de juegos de guerra conjunto llamado "Copa India" sobre los cielos de la base de la fuerza aérea en Elmendorf, Alaska, específicamente en febrero de 2004, participando aviones de la Fuerza Aérea de EE. UU. (USAF) con los más modernos aviones de combate McDonnell Douglas F-15 Eagle versiones C/D y por parte de la Fuerza Aérea India (IAF), los nuevos Sukhoi Su-30MKI derivados del diseño original del caza Su-30, donde estos últimos superaron a los F15C y D, todo se desprende de una entrevista publicada en la revista "US Today" realizada al Gral. Hal Hornburg, quien confirmó que los nuevos aviones caza multifunción SU-30MKI, utilizados por India, habían superado por completo a los F-15C/D Eagle en 90% de los simulacros de combate aéreo.
La publicación oficial, de carácter interno de la Fuerza Aérea, también analizó la llamada "victoria rusa", ofreciendo detalles más reveladores aún. Se supo que los F-15 se enfrentaron a los nuevos y mejorados Su-30MKI Flanker, así como a los Mikoyan-Gurevich MiG-27 o "Flogger", a los MiG-29 "Fulcrum" e incluso a los antiguos MiG-21 "Fishbed". Estos últimos cumplieron su cometido derrotando a los "Eagles" y a los cazas Mirage 2000 de Francia. El acontecimiento fue una sorpresa total para los pilotos estadounidenses, según el sitio web del Washington ProFile. De todos modos, se consideró que "esta podría ser una táctica de la USAF para obtener más fondos del Congreso de los Estados Unidos" y así, poder fabricar más aviones caza de quinta generación F-22 "Raptor", basándose en la inferioridad de otros aviones del inventario y la necesidad, de poder competir en una "refriega aérea" contra los nuevos aviones rusos.

## Historia operacional

### Rusia

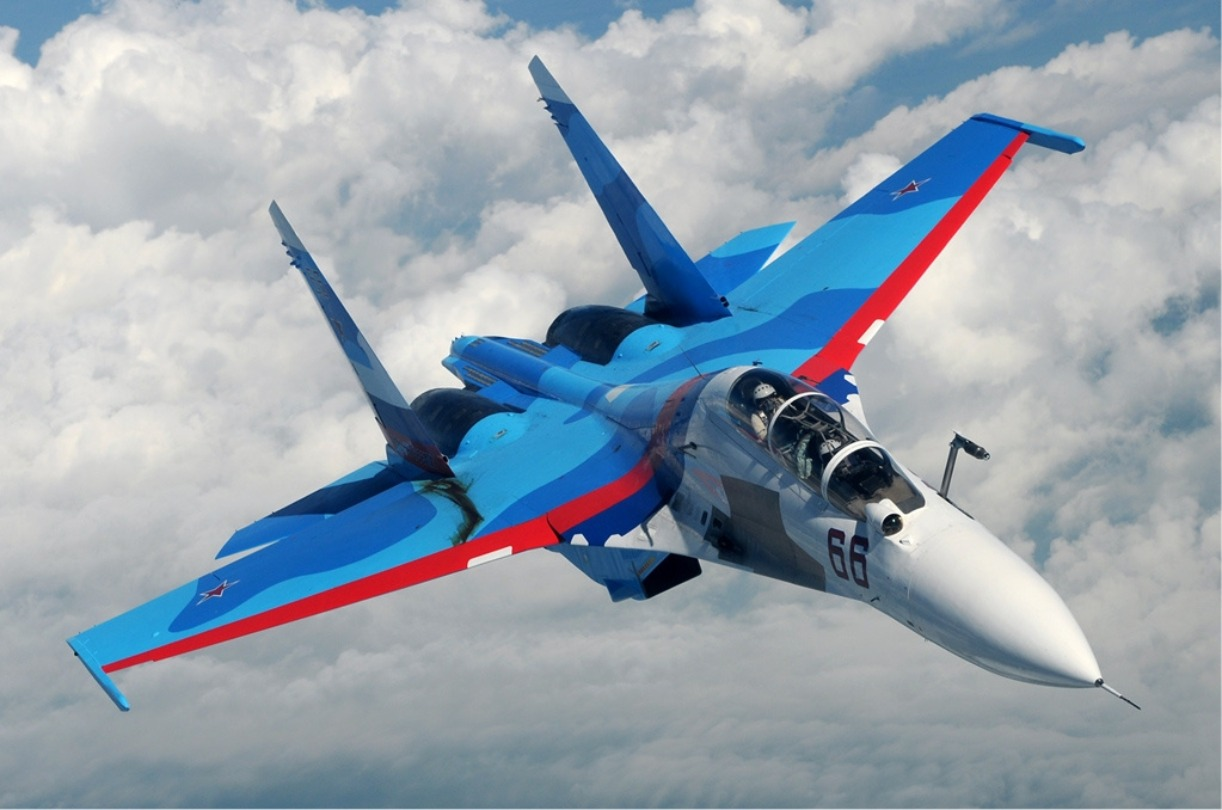
Un Sukhoi Su-30 de la Fuerza Aérea Rusa volando sobre Rusia en junio de 2010.

El 8 de septiembre de 2006 a las 15:42 p. m. tiempo de Moscú, un caza Su-30 experimental pilotado por la tripulación comandada por el Héroe de Rusia, el distinguido piloto de pruebas de la Unión Soviética Anatoliy Kvochur, aterrizó sobre el campo de aviación Ramenskoe (Zhukovskiy).
El avión salió de Ramenskoe en la noche a las 2:35 a. m., alcanzó la isla de Chkalov en el alejado Extremo Oriental y regresó a la base, en el vuelo más largo jamás realizado por un avión caza en la historia de Rusia, con repostaje de combustible en vuelo con aviones cisterna y almacenando gran cantidad de combustible para el vuelo, en sus nuevos tanques integrados de combustible, demostrando que podía reemplazar a todos los demás modelos de aviones caza de largo alcance desarrollados anteriormente en la Unión Soviética.
El vuelo fue realizado en conmemoración del 70° aniversario del vuelo legendario realizado por Valery Chkalov, en 1936, dentro del marco del proyecto "Todavía más alto, y más alto y más alto" ("Все выше, и выше, и выше!") para la Exposición MVK.
El Ministerio de Defensa de Rusia ordenó 60 Su-30SM bajo dos contratos firmados en marzo y diciembre de 2012, respectivamente, con entregas completadas para 2016. El 21 de septiembre de 2012, el Su-30SM realizó su primer vuelo y las dos primeras aeronaves fueron entregadas a la Fuerza Aérea de Rusia el 22 de noviembre de 2012. Se firmó otro contrato para 28 aeronaves en abril de 2016, y las entregas se completaron en 2018. El 12 de enero de 2018, el Su-30SM fue aceptado oficialmente en servicio con las Fuerzas Aeroespaciales de Rusia mediante una resolución del presidente ruso.
De acuerdo con Yury Borisov, los indicadores de confiabilidad de los Su-30SM y Su-35S desplegados en Siria excedieron los niveles proyectados en varias ocasiones citando "Los indicadores de confiabilidad logrados ... de los nuevos aviones Su-35 y Su-30SM en operaciones de combate intensivo eran tres-cuatro veces más alto que el estándar ".
En 2017, durante el Salón Internacional de Aviación y Espacio MAKS, se informó que el Ministerio de Defensa ruso y la Corporación Irkut están trabajando en la modernización de los combatientes Su-30SM de Rusia al nuevo estándar Su-30SM1. A principios de agosto de 2019, se firmó un contrato de modernización. El avión recibirá el radar Irbis N035 y los motores AL-41F1S del Su-35S, reduciendo así los costos operativos de las dos variantes. Además, el armamento del Su-30SM1 se mejorará con las nuevas bombas aéreas KAB-250 y los misiles de crucero furtivos Kh-59MK2. Las primeras entregas a las Fuerzas Aeroespaciales rusas están programadas para fines de 2020 y el primer escuadrón se formará para 2021.

#### Intervención militar rusa en la guerra civil siria
En septiembre de 2015, Rusia desplegó cazas Su-30SM por primera vez en el Aeropuerto Internacional Basel al-Ásad en Latakia, Siria. Al menos cuatro cazas Su-30SM fueron vistos en una foto satelital. A finales de diciembre de 2015, había 16 Su-30SM en la Base Aérea de Khmeimim. Como parte de su despliegue de combate, proporcionaron iluminación de objetivos para bombarderos que lanzaban ataques aéreos contra grupos rebeldes islamistas.
Los Su-30SM se encargaron inicialmente de la escolta aérea de aviones de ataque rusos y bombarderos estratégicos, pero también realizaron tareas aire-tierra. El 21 de marzo de 2017, las fuerzas rebeldes lanzaron una nueva ofensiva en la provincia de Hama; unos días más tarde surgió un video que mostraba a un Su-30SM de la Fuerza Aérea Rusa atacando objetivos terrestres con cohetes aire-tierra no guiados en un ataque en picado contra los rebeldes. 
El 3 de mayo de 2018, un Su-30 de la Fuerza Aérea Rusa se estrelló poco después de despegar de la Base Aérea de Khmeimim, matando a ambos miembros de la tripulación.

#### Invasión de Ucrania de 2022
Rusia habría operado Su-30 durante su invasión a Ucrania, existiendo a 3 de marzo de 2022 declaraciones sin confirmar de derribos por parte de las fuerzas armadas de Ucrania de varios Su-30.
Los cazas rusos Su-30SM y Su-35S fueron utilizados para misiones de superioridad aérea durante la guerra. En conjunto, se reportaron al menos siete victorias aire-aire sobre aviones a reacción ucranianos y una sobre un Mil Mi-14 de la Aviación Naval Ucraniana.
Un Su-30 ruso fue destruido en tierra por misiles ucranianos OTR-21 Tochka disparados durante el ataque a la base aérea de Millerovo. El 5 de marzo de 2022, un Su-30SM de la Aviación Naval rusa fue derribado en el área de Bashtanka, óblast de Mykolayiv. El piloto fue capturado. El 13 de marzo de 2022 otro avión se perdió sobre Ucrania; el piloto, Kosyk Serhiy Serhiyovych, sobrevivió y fue capturado. El 9 de agosto de 2022, las explosiones en la base aérea de Saky en Novofedorivka, Crimea, dejaron al menos tres Su-30 destruidos y uno dañado según imágenes satelitales. El 18 de agosto, un Su-30SM, número de serie RF-81771, registró sus restos en la región de Járkov en dirección a Izyum. El piloto teniente coronel Sergei Kosik fue capturado. Otro Su-30SM, número de serie RF-81773 indicativo Red 62, fue descubierto por las fuerzas ucranianas cerca de Izium, Járkov. Se desconoce el destino de los pilotos.

### India

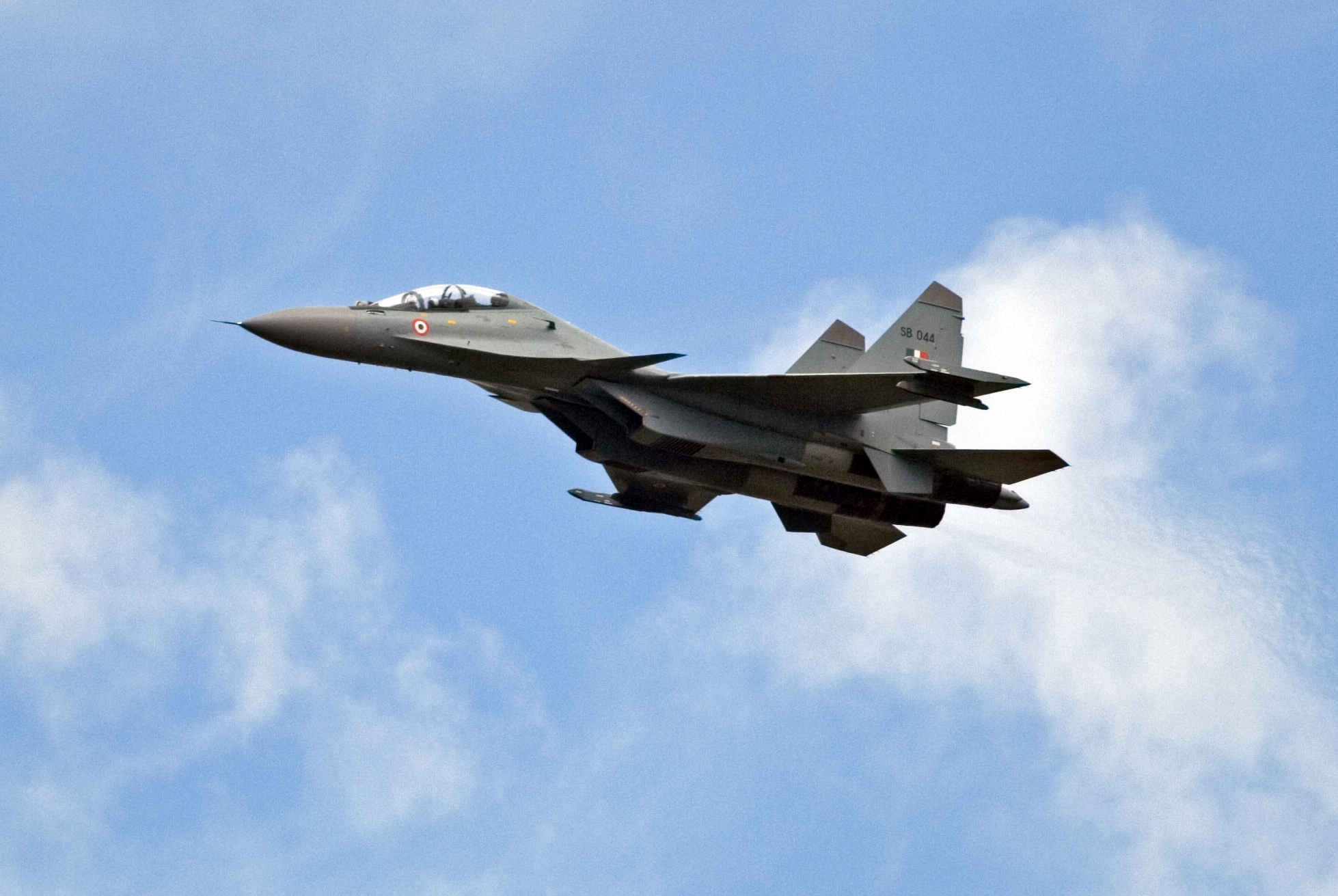
Sukhoi Su-30MKI de la Fuerza Aérea de la India.

Las primeras conversaciones sobre la adquisición de un nuevo caza para la Fuerza Aérea de la India comenzaron en 1994. Un año más tarde, Sukhoi Design Bureau ha comenzado a trabajar en el nuevo caza basado en el diseño original del Su-30, que más tarde evolucionó en Su-30MK (Modernizirovannyi Kommercheskiy - Modernizado Comercial) y finalmente en Su-30MKI (Modernizirovannyi Kommercheskiy Indiski - Modernizado Comercial Indio). El 30 de noviembre de 1996, la empresa estatal rusa Rosvooruzhenie (ahora Rosoboronexport) y el Ministerio de Defensa de la India firmaron un contrato para el desarrollo y la producción de ocho Su-30K y 32 Su-30MKI para la Fuerza Aérea de la India. En marzo-julio de 1997, los ocho Su-30K de la orden fueron entregados en la Base de la Fuerza Aérea Lohegaon en la India.  El 28 de diciembre de 2000, como parte de la cooperación ruso-india, se firmó un contrato por valor de más de 3.140 millones de dólares para la producción bajo licencia de 30 cazas Su-46MKI en la planta de producción de Hindustan Aeronautics Limited (HAL) en Nashik. Entre 2004 y 1996, de acuerdo con el contrato de 32, la Planta de Aviación de Irkutsk construyó 30 Su-46MKI para la Fuerza Aérea de la India. 
En 2007, India fue autorizada a comprar otros 40 Su-30MKI por un total de US $ 1.6 mil millones.  En marzo de 2010, se informó que India y Rusia estaban negociando un contrato para 42 aviones adicionales. El contrato por valor de 1.6 millones de dólares se firmó en diciembre de 2011, aumentando el número total de aviones pedidos hasta 272.  Para marzo de 2020, India había completado la producción de los 272 Su-30MKI con licencia en virtud de contratos anteriores.  El país también estaba considerando la adquisición de 12 cazas más para compensar las pérdidas de Su-30 durante casi 20 años de operación. En 2020, debido a las escaramuzas China-India 2020-2021, India decidió comprar 12 Su-30MKI adicionales.

### China

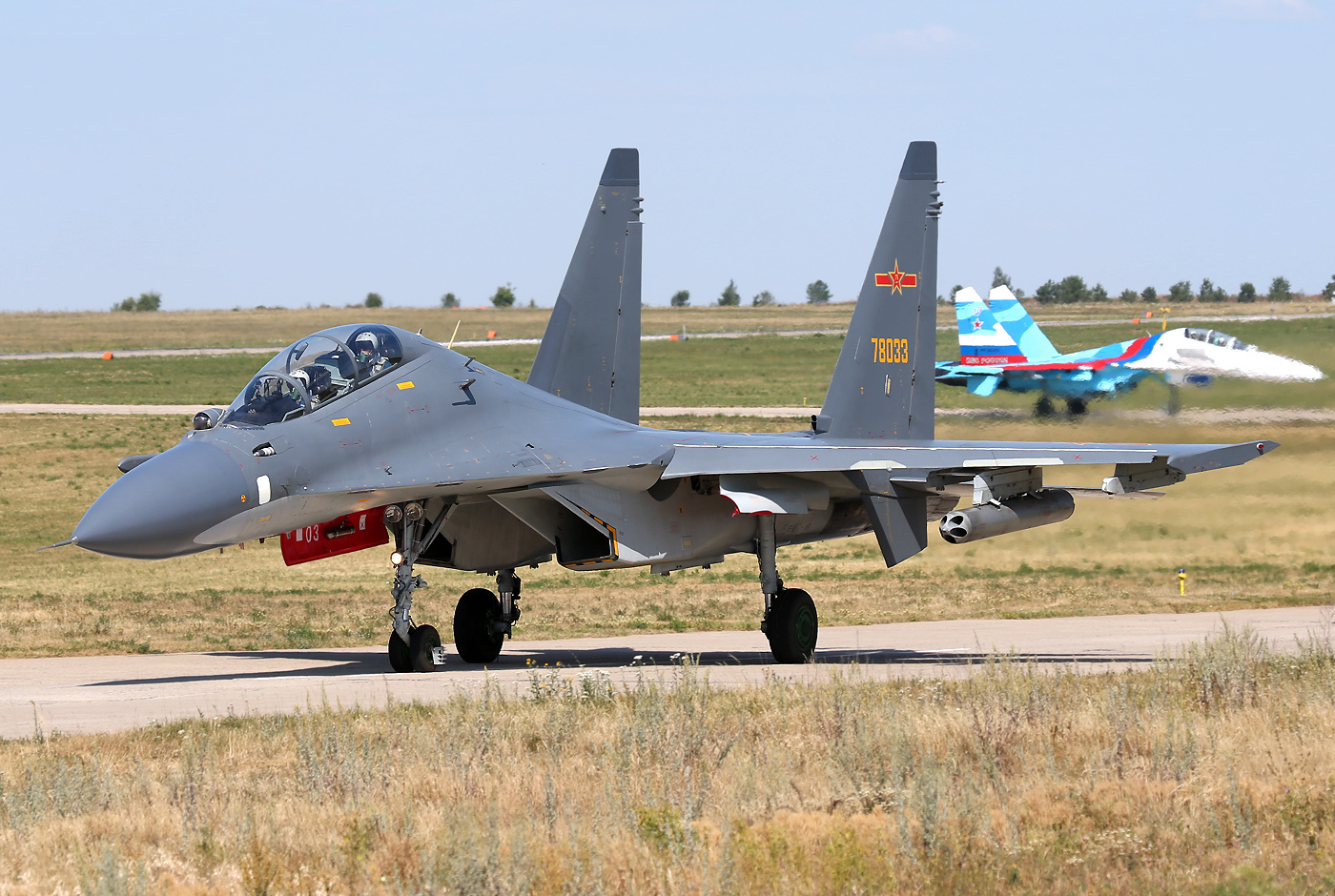
Sukhoi Su-30MKK de la Fuerza Aérea del Ejército Popular de Liberación.

Para contrarrestar mejor las capacidades de expansión de la USAF en la región, en 1996, se llegó a un acuerdo por valor de US $ 1.8 mil millones con Rusia para comprar unos 38 aviones de combate polivalentes basados en el diseño original Su-30. Teniendo en cuenta los requisitos de China para su nuevo caza, el avión se conoció como Su-30MKK (Modernizirovannyi Kommercheskiy Kitayski - Modernised Commercial Chinese). 
En marzo de 1999, el primer prototipo despegó del Instituto de Investigación de Vuelo Gromov en Rusia y un año más tarde apareció en Show Aeronáutico de Zhuhai en China. La Fuerza Aérea del Ejército Popular de Liberación (PLAAF) recibió el primer lote de diez cazas Su-30MKK en diciembre de 2000, seguido por el segundo y tercer lote de diez cazas en agosto y diciembre de 2001, respectivamente. En julio de 2001, China ordenó 38 cazas Su-30MKK más. 
Una variante modificada, conocida como "Su-30MK2", fue negociada para la Fuerza Aérea Naval del Ejército Popular de Liberación (PLANAF) en 2002, con contrato para 24 aviones firmado en 2003. Todos los aviones fueron entregados a PLANAF en 2004. 

#### Venezuela

Sukhoi Su-30MK2 de la Aviación Militar Bolivariana.

La Fuerza Aérea Venezolana se acercó a Rusia para la compra de aviones combate, a raíz del embargo de armas de 2005, impuesto por Estados Unidos a Venezuela. Anteriormente, se había evaluado el Mikoyan MiG-29M, pero se descartó por varias cuestiones. La FAV evaluó las opciones eligiendo el Sukhoi Su-30MKK. En 2006 se firmó la compra de 24 aviones Sukhoi Su-30MKV (más tarde denominados MK2), las entregas comenzaron con dos aviones en 2006, mientras que otros ocho fueron comisionados durante 2007; 14 aviones más llegaron en 2008. La mayor parte de los 24 Sukhoi Su-30, adquiridos por el Gobierno Bolivariano a Rusia, fueron asignados al Grupo Aéreo de Caza N.º 13 “Simón Bolívar”, que tiene sede en la citada instalación aeronáutica, situada en las proximidades de la ciudad de Barcelona (al noreste de Venezuela). También utiliza el caza de diseño ruso, de los que uno se perdió en accidente, es operado por el Grupo Aéreo de Caza N.º 11 "Diablos", que tiene base en Palo Negro (Estado Aragua), que operaría seis con los que sustituyó a sus últimos Mirage 50 EV/DV, transferidos a Ecuador a fínales de 2009.
Durante la Crisis entre Colombia y Ecuador de 2008, los cazas Su-30MK2 fueron movilizados a la frontera de Colombia ante un posible conflicto y enfrentamiento aéreo contra los cazas IAI Kfir de la Fuerza Aérea Colombiana. La crisis culminó sin contratiempos y se devolvieron los aviones a sus bases.

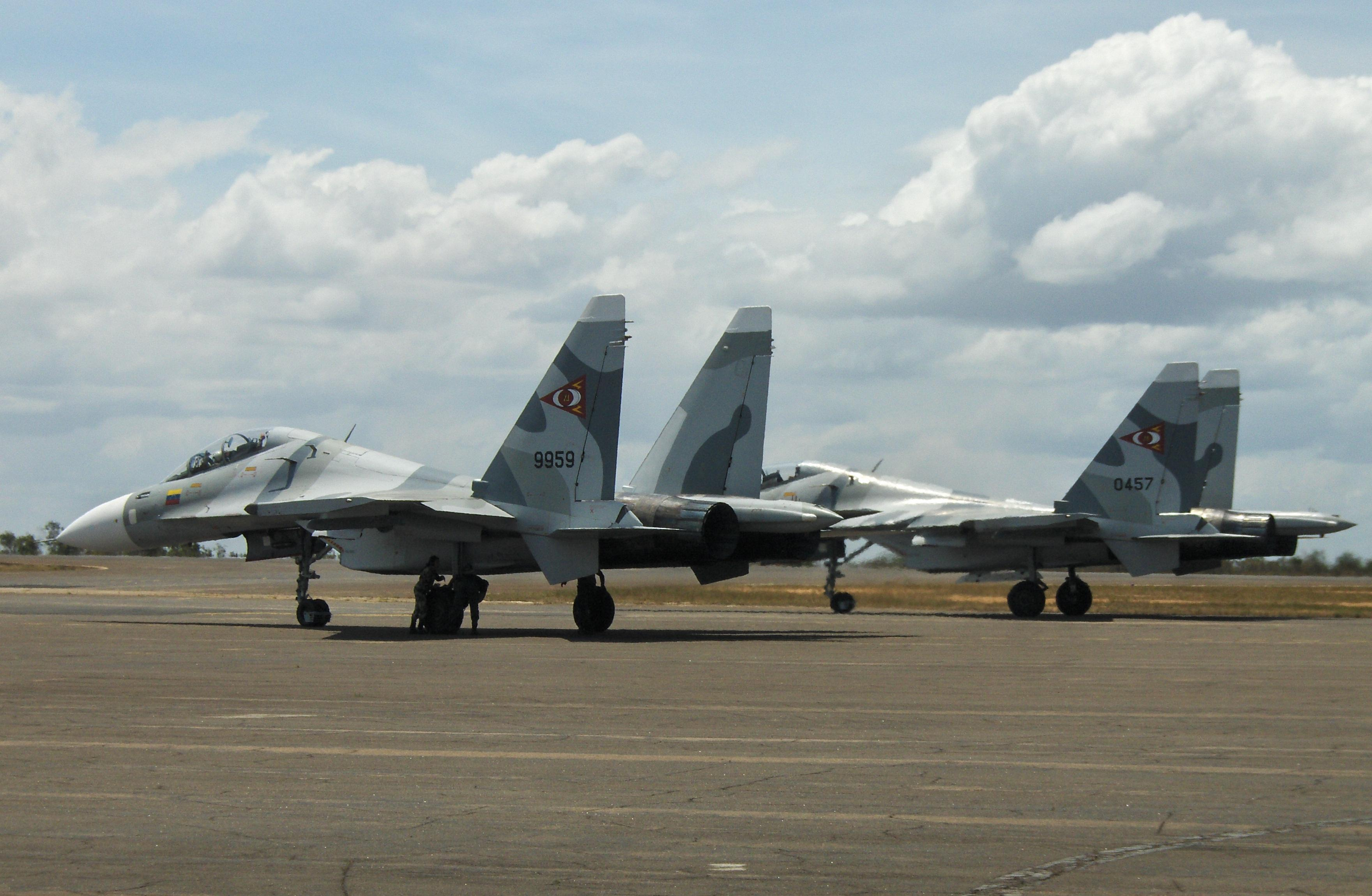
Dos cazas Su-30MK2 en preparación de despegue.

El 17 de septiembre de 2015, un avión Su-30MK2 se estrelló en condiciones desconocidas con la muerte de sus dos pilotos (Mayor Ronald Enrique Ramírez Sánchez como piloto y el mayor Jackson Adrián García Betancourt como copiloto) en el estado de Apure, más tarde se determinó que el avión se estrelló debido al mal tiempo presente al momento del siniestro. A raíz del accidente, el ministro de Defensa Vladimir Padrino López anunció que compraría 12 aviones más para ampliar la flota, sin embargo, debido a la crisis que se suscitaba en el país en ese momento no se pudo concretar la compra. También se dio una violación del espacio aéreo colombiano por parte de dos Su-30MK2, siendo notificado por el Comandante de la FA colombiana.
En 2018, se volvió a suscitar otra crisis con Colombia, la Aviación Militar Bolivariana (ahora denominada) movilizo aviones F-16A Block 15 a la frontera, mientras que los Su-30MK2 eran preparados para un enfrentamiento contra la FAC. Durante varios meses las tensiones estuvieron en lo más alto ante la posible escalada a un conflicto militar. Algunos aviones venezolanos violaron el espacio aéreo de Colombia durante este periodo siendo los Su-30MK2 algunos de los causantes.
El 22 de julio de 2019, un caza Su-30MK2 de la AMB interceptó un avión de patrulla naval y guerra electrónica Lockeed EP-3E "Aries II" de la Armada de los Estados Unidos en aguas venezolanas. El suceso fue dado a conocer por el Comando Sur de los Estados Unidos, calificando la maniobra como ""agresiva y arriesgada", alegando que el avión estadounidense fue interceptado en aguas internacionales siendo en palabras del CS "Esta acción demuestra el apoyo militar irresponsable de Rusia al régimen de (Nicolás) Maduro”, ha indicado el Comando Sur en un comunicado publicado en su cuenta de Twitter, en alusión al suministro por Rusia de los cazas Su-30 a Venezuela." siendo estas declaraciones negadas por la parte venezolana alegando que "Esta insensata acción puso en riesgo la seguridad del tráfico aéreo. Aviones de la FANB despegaron en misión de reconocimiento y asistencia, a lo cual, la aeronave en cuestión reaccionó apagando el sistema transponder para evitar ser identificada. ¡QUÉ IRRESPONSABILIDAD!”, reza un comunicado de la Fuerza Armada venezolana."
El 2 de julio de 2023, un piloto venezolano murió cuando un avión de combate Su-30 se estrelló en una zona montañosa en el norte de Venezuela durante las maniobras de entrenamiento previas al desfile de independencia del país. Así lo anunció el presidente Nicolás Maduro. “Con profundo pesar les informo que durante maniobras de entrenamiento… cayó a tierra una aeronave de nuestra aviación militar bolivariana, resultando en la muerte de un destacado piloto, el Coronel Paulino José Millan Sabino”, escribió el presidente.
El parte militar describe que el avión "cayó al suelo" aproximadamente a las 09:45 hora local del 2 de julio en el municipio de Guaicaipuro, en el estado de Miranda, a unos 31 kilómetros (19 millas) de Caracas. Había dos miembros de la tripulación a bordo del caza Sukhoi-30. Ambos pudieron eyectarse, pero Sabino murió al caer al suelo.

## Variantes

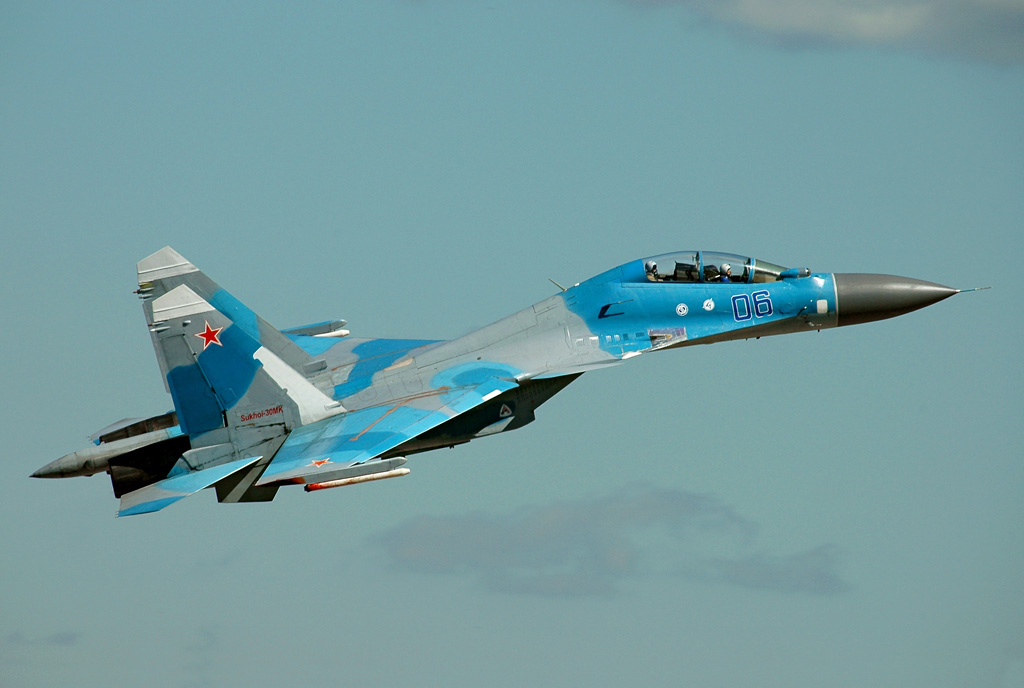
Su-30MK de la Fuerza Aérea Rusa en el MAKS de 2005.

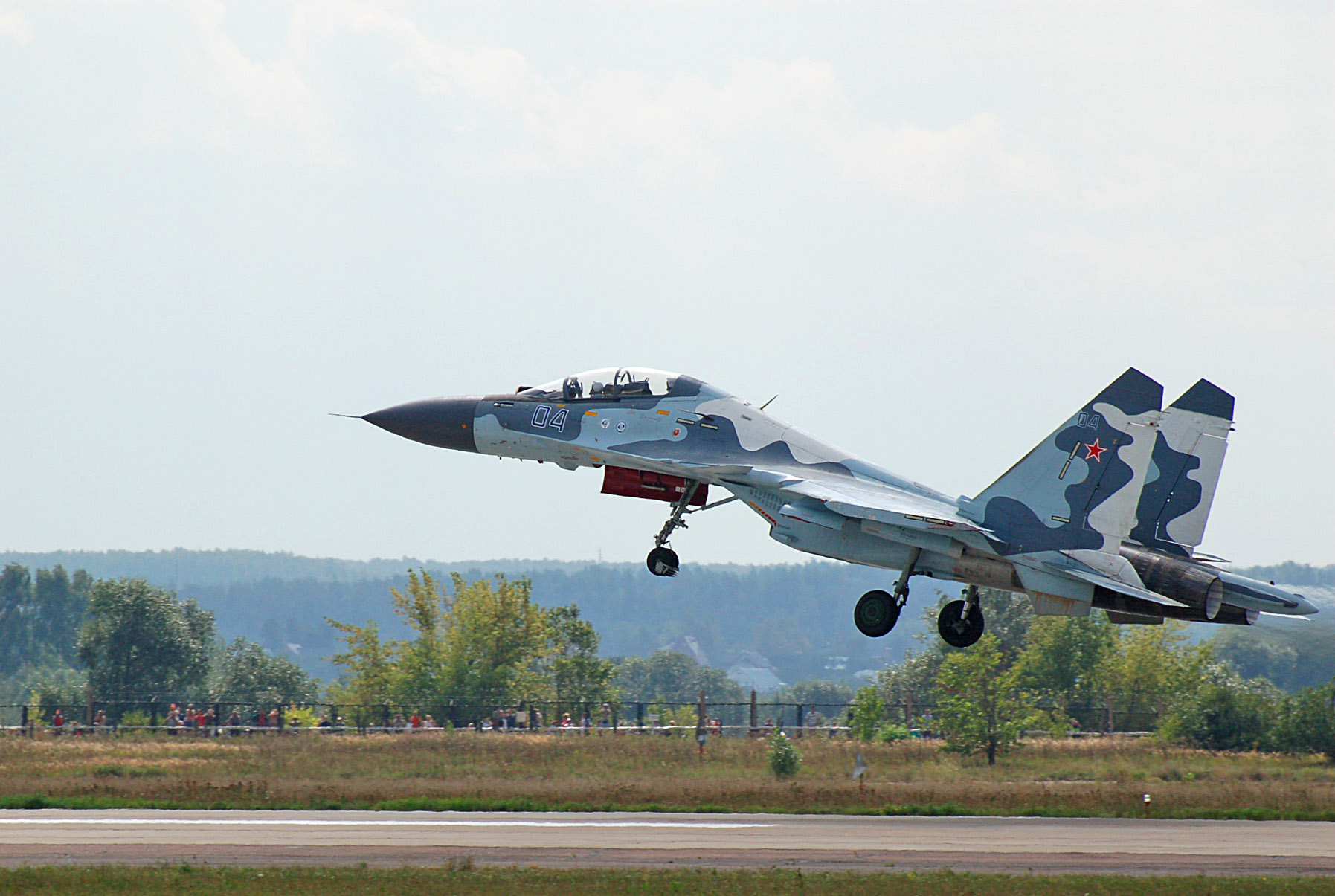
Su-30MKM de la Fuerza Aérea Rusa en el MAKS de 2007.

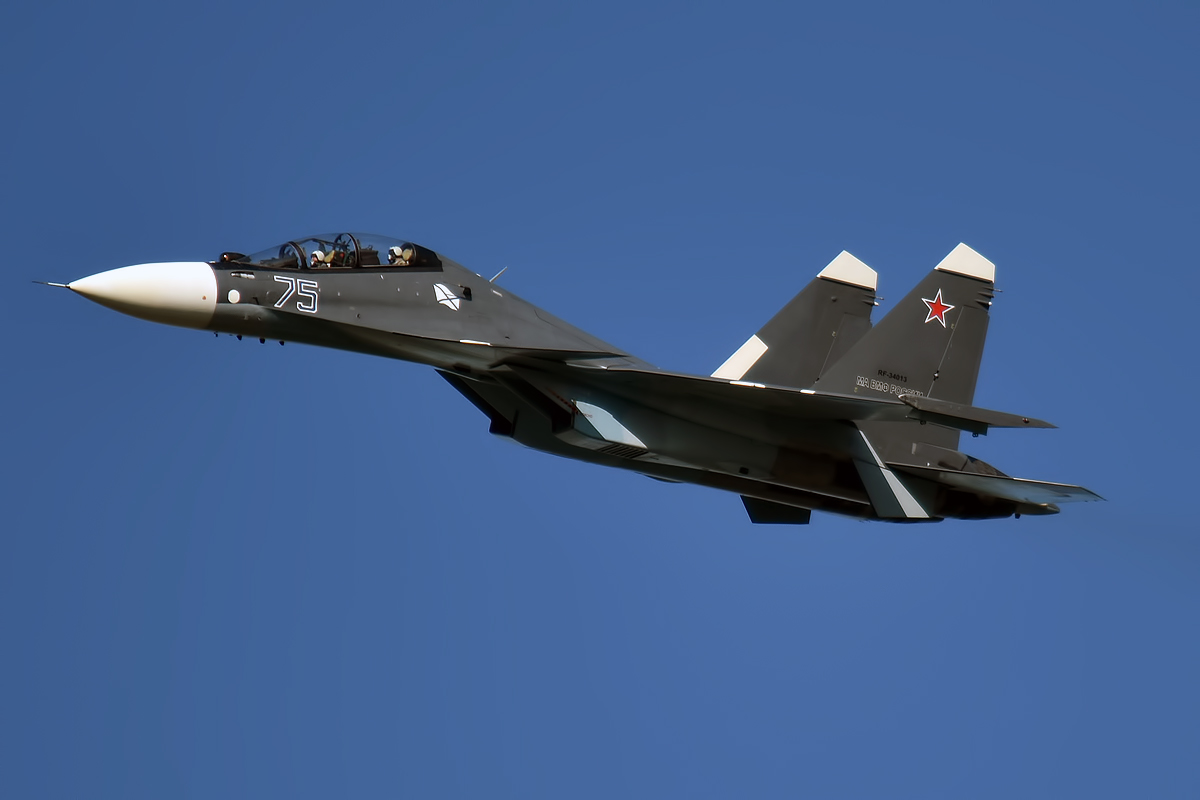
Sukhoi Su-30SM de la Armada Rusa en el MAKS de 2019.

Variantes tempranas
Su-27PUPunkt Upravlenija - "Punto de control" o Perechvatcik Uchebnyj - "Entrenador interceptor". Versión inicial e interceptor de largo alcance, basado en el entrenador de dos butacas Su-27UB. Se diferencia de éste por un equipo más extenso para coordinar el despliegue de un grupo de cazas. Más tarde renombrado Su-30. 5 unidades operadas por las Fuerzas de Defensa Aérea de Rusia que sirvieron como vehículos tecnológicos.
Su-30KK para Kommercheskiy - "Comercial". Versión comercial del básico Su-30. El volumen interno limitado de la aeronave no permite colocar todo el equipo a bordo, lo que implica la colocación de parte del equipo en contenedores en los nodos externos de la suspensión. Estos incluyen sistemas de alcance y puntería láser para el uso de armas guiadas con buscadores láser y sistemas de imágenes térmicas para detectar objetivos en el rango infrarrojo, lo que permite trabajar de noche y en condiciones climáticas difíciles. La Fuerza Aérea de la India operó brevemente 18 Su-30K a fines de la década de 1990 como una solución temporal (no eran actualizables a MKI por costos y problemas de la célula). Rusia se comprometió a recuperar estas máquinas tan pronto como haya disponible un reemplazo suficiente en forma de Su-30MKI. Las máquinas fueron almacenadas en la 558.ª planta de reparación de aviones (ARZ) cerca de Minsk. Hubo varias especulaciones sobre una reventa a las fuerzas aéreas bielorrusas en los años 2010-2012, pero no se pudo llegar a un acuerdo. En cambio, Angola ordenó 12 de estos aviones bajo un amplio contrato de armas con Rusia.
Su-30KIPropuesta de Sukhoi para mejorar los AF Su-27S de un solo asiento de la Fuerza Aérea Rusa. También es una versión que se ofrece para exportar a Indonesia. Se habían ordenado 24 copias, pero se cancelaron debido a la crisis financiera asiática de 1997. única variante monoplaza de la familia Su-30. En 2010 Indonesia recibió el modelo Su-30MK2.
Su-30KNKN para "Comercial nuevo". Proyecto de mejora para cazas operativos de dos asientos, el Su-27UB, Su-30, Su-30K realizado entre 1999 y 2003. Con una composición modernizada de aviónica, radar y sistema de navegación por satélite, se agregó una calculadora a la estación de radar BRLS N-011M para nuevos modos de operación (mapeo de la superficie de la tierra y selección de objetivos en movimiento). Se agregó una computadora de misión MVK al sistema de control de armas (LMS) para interconectar el LMS con nuevos misiles guiados aire-aire y aire-tierra R-77, X-31, X-59, X-29. El proyecto fue cancelado, después de dos prototipos, un primer avión de preproducción y 4 aviones (Su-27UB o Su-30) mejorados. Las Fuerzas aéreas rusas abandonaron la mejora de los Su-27UB y Su-30, debido a la carencia de fondos y por la más importante modernización del Su-27 al estándar Su-27SM. En 2010 el proyecto fue reanudado como Su-30M2. Bielorrusia considera actualizar el antiguo Su-30K indio al estándar Su-30KN.
Su-30MBásicamente una mejora del Su-27PU, 1.er aeronave multipropósito de la familia Su-27. Versión básica a partir de la cual se desarrollaron las dos ramas importantes de la familia Su-30: Su-30MK, Su-30MK2 y sus derivados en un lado y Su-30MKI y sus variantes en el otro.
Su-30MK (Flanker-H)MK para "Modernizado, comercial". Versión comercial basada en el Su-30M, de 1993 y forma la base de una de las dos ramas de desarrollo del Su-30. Con el rango de armas ampliado: R-77, X-31, X-29, X-59M. El peso máximo de despegue aumentó de 30 a 38.8 toneladas, la carga de combate aumentó de 4 a 8 toneladas, el recurso de fuselaje asignado de 2000 a 3000 horas, el motor de 900 a 1500 horas. Estas versiones de exportación contienen equipos de navegación y comunicación de Hindustan Aeronautics Limited (HAL).
Su-30MKI y derivados
Su-30MKI (Flanker-H)MKI para Modernizirovannyi Kommercheskiy Indiski - "Modernizado, comercial, Indio". Versión especial exportable a India, desarrollada conjuntamente con Hindustan Aeronautics Limited (HAL). Es el 1.er miembro de la familia Su-30 con empuje vectorial y canards. Equipado de serie con el radar de barras N-011M, con antena de matriz en fase pasiva (PFAR) que siguió siendo el radar más potente de toda la familia T-10 hasta que apareció el Su-35BM. Equipado con un complejo multinacional de aviónica proveniente de Rusia, India, Francia e Israel, por lo que se considera una de las variantes más avanzadas. Designación de la OTAN Flanker-H.
Su-30MKA (Flanker-H)MKA para "Modernizado, comercial, argelino". Versión del Su-30MKI, después de que la Fuerza Aérea de Argelia determinó que el Su-30MKA tenía sistemas de radar y aviónica de origen israelí, exigieron que fueran reemplazados por componentes franco-rusos.
Su-30MKM (Flanker-H)MKM para "Modernizado, comercial, malayo". Versión altamente especializada para la Real Fuerza Aérea de Malasia, derivado del MKI, pero equipado con aviónica de varios países diferentes. Las pantallas Head-up (HUD), el sistema de navegación IR (NAVFLIR) y la cápsula de designación láser Damocles (LDP) provienen del grupo francés Thales, equipado con computadoras indias, mientras que el sistema de detector de misiles MAW-300 (MAWS) y RWR-50 y el detector de alerta láser (LWS) provienen de Saab Avitronics, de Sudáfrica. El radar de barrido electrónico N-011M NIIP BARS, sistemas de guerra electrónica, el sistema de seguimiento óptico y el parabrisas son de origen ruso.
Su-30SM (Flanker-H)
SM para Serijnyi Modernizirovannyi - «modernizado en serie». Una versión especializada del Su-30MKI de empuje vectorial para la Fuerza Aérea Rusa, producido por la Corporación Irkut. Designación de la OTAN Flanker-H. El avión ha sido actualizado de acuerdo con los requisitos militares rusos para radar, sistemas de comunicaciones de radio, sistema de identificación de amigos o enemigos (IFF), asientos de expulsión, armas y otros sistemas de aeronaves. Está equipado con el radar de barras N-011M con un rango de detección máximo de 400 km, rango de búsqueda de 200 km utilizando una antena de matriz en fase, aletas horizontales frontales y propulsores orientables para la supermaniobrabilidad, así como con HUD de gran angular. El avión se puede usar para ganar supremacía aérea lo mismo que para atacar al adversario en tierra usando una amplia gama de armas, incluidas bombas aire-aire, aire-superficie y guiadas y no guiadas con un peso total de armas de hasta 8000 kg. También está equipado con un cañón automático de 30 mm GSh-30-1. Para garantizar operaciones a grandes distancias del aeródromo, se incluye la capacidad de reabastecimiento de combustible en vuelo (IFR). Además de eso, para fines de guerra electrónica se pueden instalar dos vainas de bloqueo SAP-518 en las puntas de las alas. El SAP-518 está diseñado para proteger la aeronave de varios misiles aire-aire y tierra-aire creando objetivos falsos, interfiriendo la orientación de los misiles, los radares de los aviones enemigos o la defensa aérea terrestre y marítima.
Su-30SMEVersión de exportación propuesta del Su-30SM presentada en el Singapore Airshow 2016.
Su-30SM1/SMDUn proyecto de actualización de los cazas rusos Su-30SM, equipados con el radar Irbis N035 y los motores AL-41F1S más potentes del Su-35S, con el objetivo de reducir los costos operativos al unificar a los dos cazas. Los cazas modernizados también obtendrán nuevos tipos de armas, a saber, las bombas aéreas KAB-250 y el misil de crucero sigiloso Kh-59MK2. Con el tiempo, se planea actualizar todos los Su-30SM de Rusia al estándar SM1. Las primeras entregas están programadas para finales de 2020.
Su-30MKK y derivados
Su-30MKK (Flanker-G+)MKK para Modernizirovanniy Kommercheskiy Kitayskiy - "Modernizado, comercial para China". Versión exportable del Su-30MK que incorpora tecnología avanzada de la variante Su-35 para la República Popular China. Con capacidades avanzadas para objetivos terrestres, el radar aerotransportado a bordo del Su-30MKK se ha actualizado continuamente y hasta el momento se han confirmado un total de tres; los radares N-001M y N-001VEP diseñados por Tikhomirov (NIIP) proveedor habitual de radares para la familia Flanker, son reemplazados por el radar de control de fuego Zhuk-MS (Beetle-MS) del competidor de Tikhomirov, la corporación Phazotron (NIIR). El nuevo radar tiene una cobertura de mayor alcance (hasta 150 km) y puede guiar una mayor variedad de sistemas de armas. El número de objetivos que se pueden activar es idéntico al del radar N-001VEP, pero el número que se puede rastrear simultáneamente se ha duplicado a 20. Equipado con motores AL-31F que proporcionan una gran maniobrabilidad y empuje. El peso máximo de la carga de armas se incrementa a 12 toneladas, pero este límite extremo a menudo se evita despegando con un peso más ligero. Mayor porcentaje de material compuesto se utiliza para el Su-30MKK en comparación con el Su-30MK original. Además, se utilizó una nueva aleación de aluminio para reemplazar el viejo tipo utilizado en el Su-30MK para la reducción de peso. El primer vuelo fue en 1999. Designación de la OTAN Flanker-G.
Su-30MK2 (Flanker-G+)MK2 para "Modernizado, comercial, versión 2". Una versión mejorada del Su-30MK. El MK2 fue diseñado para un uso más dedicado como un avión de ataque marítimo, el primer vuelo fue en 2002, equipado con motores AL-31F. Esta versión con su aviónica mejorada (comando, control, comunicaciones, computadoras, inteligencia, vigilancia, adquisición de objetivos y reconocimiento) presenta mejores capacidades C4ISTAR que los MKK. Tiene dos puntos de suspensión adicionales para armamento (6x RVV-AE / R-27 / R-73 / X-29 / X-31) y además puede usar misiles aire-tierra Kh-59M y un contenedor REP. El radar H001 se ha mejorado y, alternativamente, se puede reemplazar por las variantes Zhuk (Escarabajo) diseñadas por Phazotron (NIIR). El precio de exportación es de aproximadamente $ 50 millones. 24 de est as máquinas fueron adquiridas por la Armada china. Además, Libia, Indonesia y Uganda tienen cada uno designados seis aviones de este tipo. Las dos primeras máquinas para Uganda se entregaron en julio de 2011.
Su-30MKV/Su-30MK2 AMV (Flanker-G+)

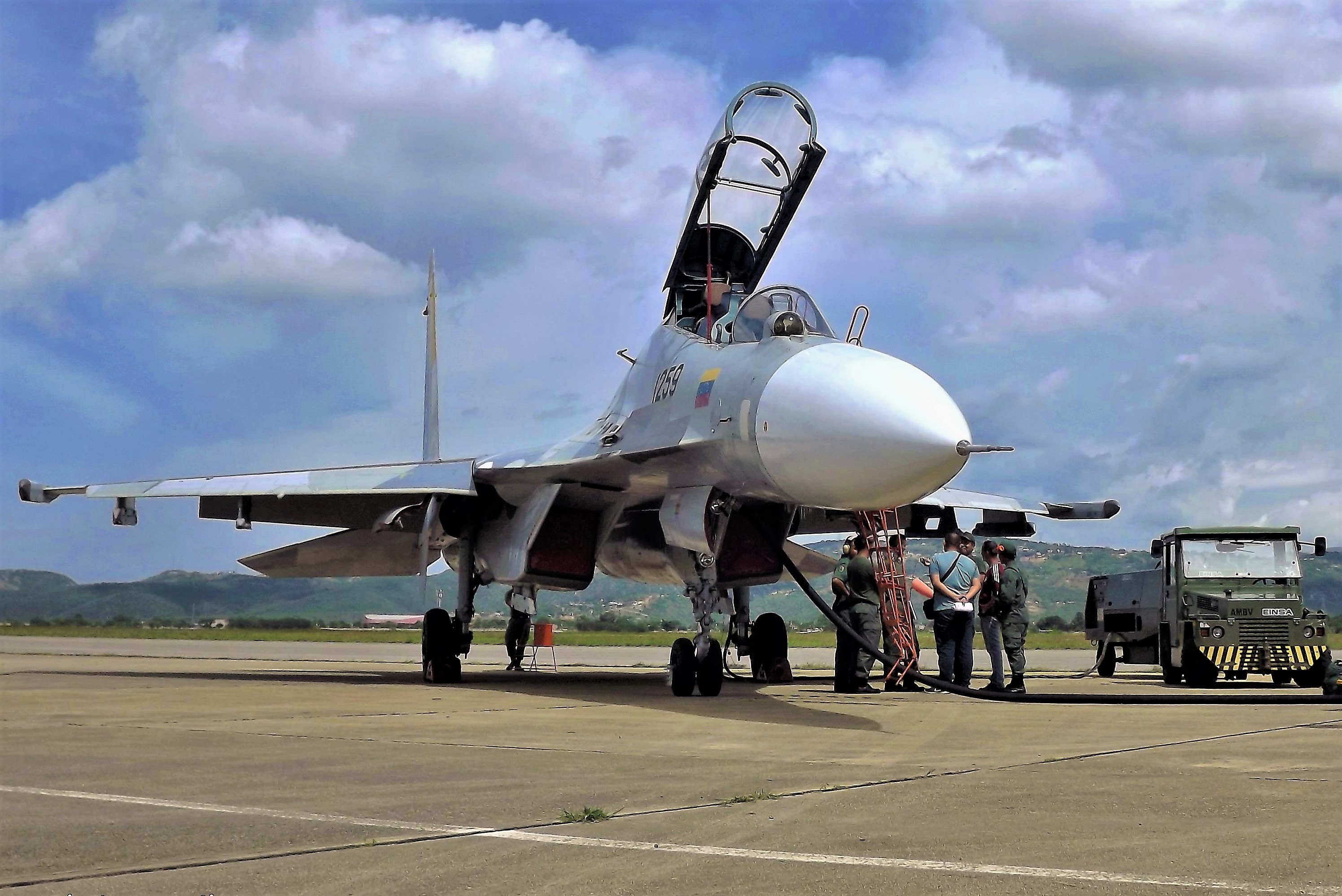
Vista frontal de un Sukhoi Su-30MK2 de la Aviación Militar Bolivariana desplegado durante la Feria Aeronáutica BALANDA 2016 en Barquisimeto - Venezuela.

Versión de exportación del Su-30MK2 para Venezuela construida sobre fuselaje del Su-35, y por lo tanto es ligeramente más pequeña que el Su-30MK2 estándar.  Para evitar confusiones después de que Vietnam también hizo un pedido de Su-30MK2, la designación para los ordenados por Venezuela se cambió del Su-30MKV original a Su-30MK2 AMV con AMV significa Aviación Militar Venezolana (Aviación Militar Venezolana).
Su-30MK2V (Flanker-G+)Versión de exportación del Su-30MK2 para Vietnam con modificaciones como el asiento eyectable rediseñado para acomodar los marcos de cuerpo más pequeños de los pilotos vietnamitas, y otras modificaciones menores de la actualización del equipo de comunicaciones.  La designación original Su-30MKV causó confusión con los Su-30MK2 ordenados por Venezuela, que ya tenían la designación Su-30MKV, por lo que para evitar confusiones, los Su-30MK2 ordenados por Vietnam fueron redesignados Su-30MK2V. Vietnam todavía lo designa internamente Su-30MK2 con la designación MK2V raramente utilizada.
Su-30M2Una versión Su-30MK2 desarrollada por KnAAPO. La Fuerza Aérea de Rusia realizó un pedido inicial de la variante en 2009. Las pruebas de fábrica se completaron en septiembre de 2010. Se han ordenado veinte aviones; 4 en 2009 y 16 en 2012. Al menos 12 se han producido a partir de agosto de 2014, los cuatro del primer contrato en 2009 y ocho del segundo contrato de 2012. En su mayoría se utilizarán como aviones de entrenamiento de combate para cazas Su-30SM y Su-35S.
Su-30MK3El Su-30MK3 posiblemente presentaría soporte para misil antibuque Kh-59MK y el radar de matriz en fase multimodo Zhuk MSF de Phazotron-NIIR o un nuevo radar "Panda" desarrollado por Tikhomirov-NIIP, que se basa en el radar de matriz en fase pasiva. Pero, se rumoreaba que ambos estaban bajo evaluación china. Cualquiera de los radares mejoraría significativamente el rango de detección de objetivos aéreos del Su-30MK3 a 190 km y el rango de detección de superficie a 300 km. No está claro si la PLAN o la PLAAF ordenarían alguno de estos aviones, a pesar de sus importantes ventajas con sus radares avanzados. Algunas fuentes fuera de China afirmaron que el desarrollo exitoso de J-11BS versión china del Su-30MK2/3 es una de las razones por las que China no tenía interés en comprar el Su-30MK3, por lo tanto, si estos radares pasaron las pruebas chinas, es probable que se adapten a los MKK y MK2 anteriores e incluso posiblemente a Shenyang J-11BS debido al estado incierto del proyecto MK3.

## Usuarios

### Actuales
Angola

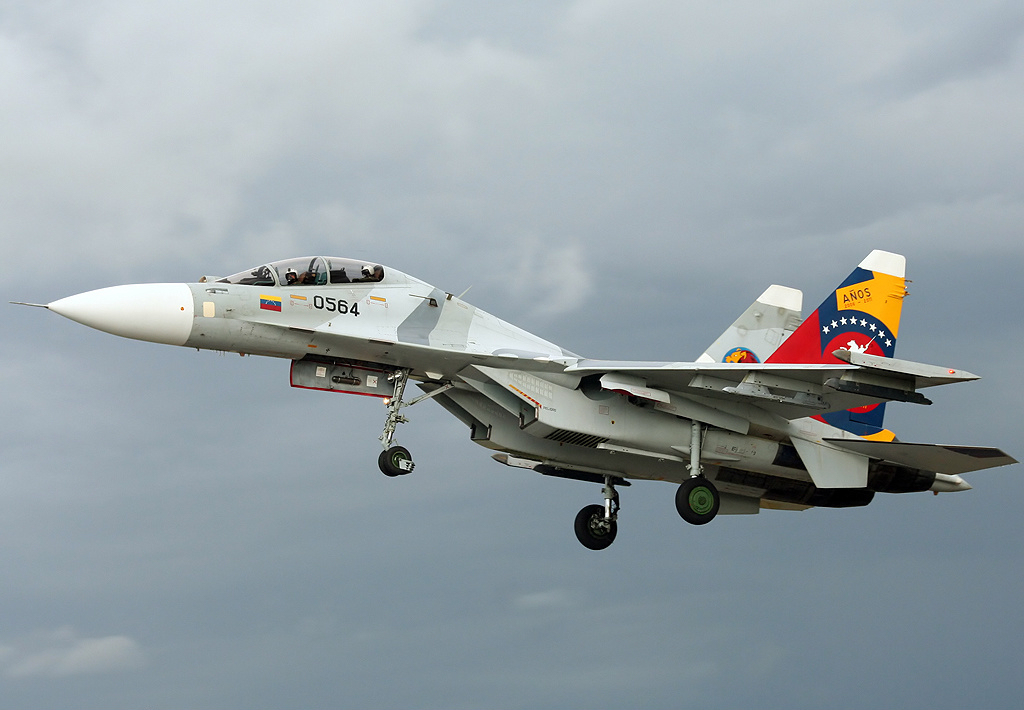
Su-30MK2 de la Aviación Militar Venezolana.

- A partir del 20 de mayo de 2019, 12 Su-30K estarán en servicio con la Fuerza Aérea Nacional de Angola, modernizados por Bielorrusia.[78] Estos aviones se devolvieron de la India en 2010 de vuelta a la Corporación Irkut y los adquirió Angola en 2013.[79][80][81][82][47]

 Argelia
- La Fuerza Aérea Argelina disponía de 28 Su-30MK en servicio en enero de 2010.[83] A esos se le sumaran 16 ejemplares más que serán entregados en lugar de 36 MiG-29SMT/UBT.[84][85][86]

 China
- La Fuerza Aérea del Ejército Popular de Liberación recibió 76 Su-30MKK entre 2000 y 2003.[87] En 2010 disponía de 73 Su-30MKK en servicio.[88]
- La Fuerza Aérea Naval del Ejército Popular de Liberación recibió 24 Su-30MK2 en 2007.[87] En 2010 permanecían en servicio los 24.[88]

 India
- La Fuerza Aérea India adquirió la variante Su-30MKI, 240 en total.

 Indonesia
- La Fuerza Aérea del Ejército Nacional de Indonesia pidió tres Su-30MK2 y recibió dos el 26 de diciembre de 2008 y el tercero en el año 2009.[89] La Fuerza Aérea Indonesia contaba con 2 Su-30MK y 3 Su-30MK2 en servicio a principios de 2009, y encargó 6 Su-30MK2 adicionales en 2010.[cita requerida]

 Malasia
- La Real Fuerza Aérea de Malasia firmó la compra de 18 aviones Su-30MKM en mayo de 2003 tras una visita a la India para ver de cerca el Su-30MKI. Los dos primeros Su-30MKM fueron entregados oficialmente en Irkutsk el 23 de mayo de 2007, y llegaron a la base aérea de Gong Kedak el 21 de junio.[90] Como parte del contrato, Rusia envió al primer cosmonauta malayo a la Estación Espacial Internacional en octubre de 2007.[91] Malasia ha tenido problemas de mantenimiento en los Su-30MKM y decidió comprar partes de repuesto a China.[92]

 Myanmar
- La Fuerza Aérea de Myanmar ordenó 6 Su-30SME en 2018.[93][94] 2 Su-30SME entregados en marzo de 2022 y entraron en servicio el 15 de diciembre.[95][96] Han llegado entre 4 y 6 a partir de noviembre de 2022.[97] 4 entregados el 15 de diciembre de 2023. [98][99]

 Rusia
- La Fuerza Aérea de Rusia dispone de 19 Su-30M2, 80 Su-30SM y 8 Su-30SM2 en servicio activo a fecha de 2025.[100]
- La Aviación Naval de Rusia cuenta con 16 Su-30SM y 12 Su-30SM2 en servicio a finales de mayo de 2025.[101]

 Uganda
- La Fuerza Aérea de Uganda realizó un pedido de 6 Su-30MK2,[102] de los que recibió dos unidades el 8 de julio de 2011.[103] El coste de la compra está estimado en 740 millones de dólares.[104]

 Venezuela
- Fuerza Aérea Venezolana. 23 cazas (24 originalmente debido a la pérdida de 1 caza en accidente, el 17 de septiembre de 2015. Además posee Su-30MK2 comprados en junio de 2006. Los dos primeros recibidos en diciembre de 2006, los últimos en agosto de 2008. Dando un total de 23 aeronaves en 2021.[105][106]

 Vietnam

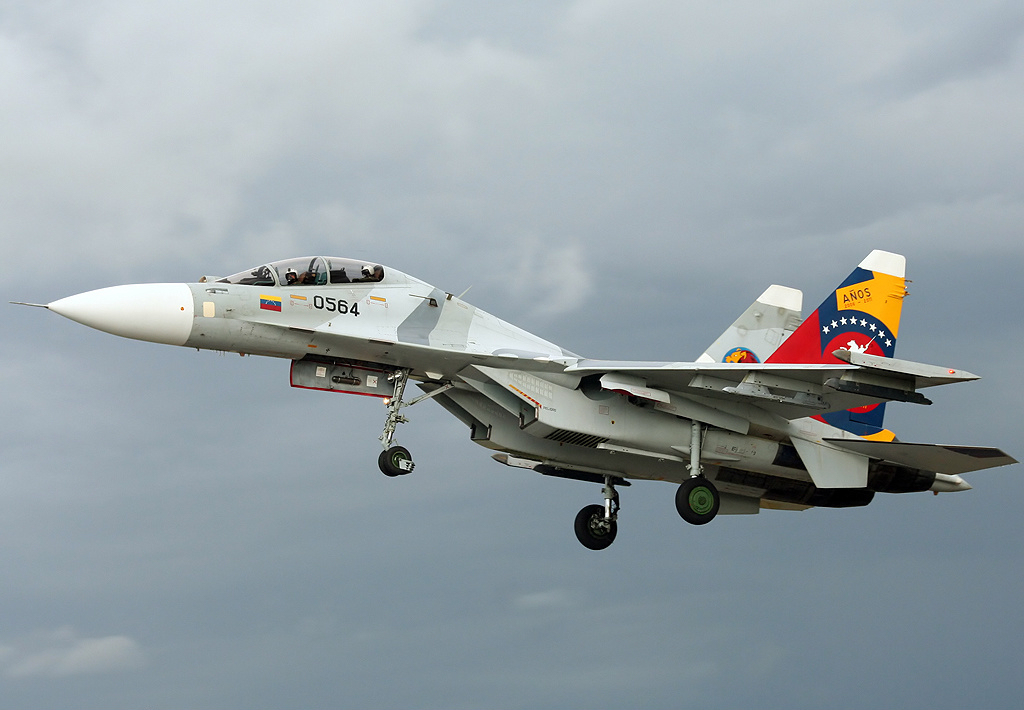
Su-30MK2 de la Aviación Militar Venezolana.

- La Fuerza Aérea Popular de Vietnam disponía de 4 Su-30MK2 en enero de 2010.[107] Vietnam habría firmado un contrato por 12 Su-30MK2 adicionales en 2009,[108] pero el número de aviones fue reducido a 8.[109] El 20 de julio de 2010, se anunció en el Farnborough Airshow que Vietnam había firmado un contrato por 20 Su-30MK2.[110]

 Kazajistán

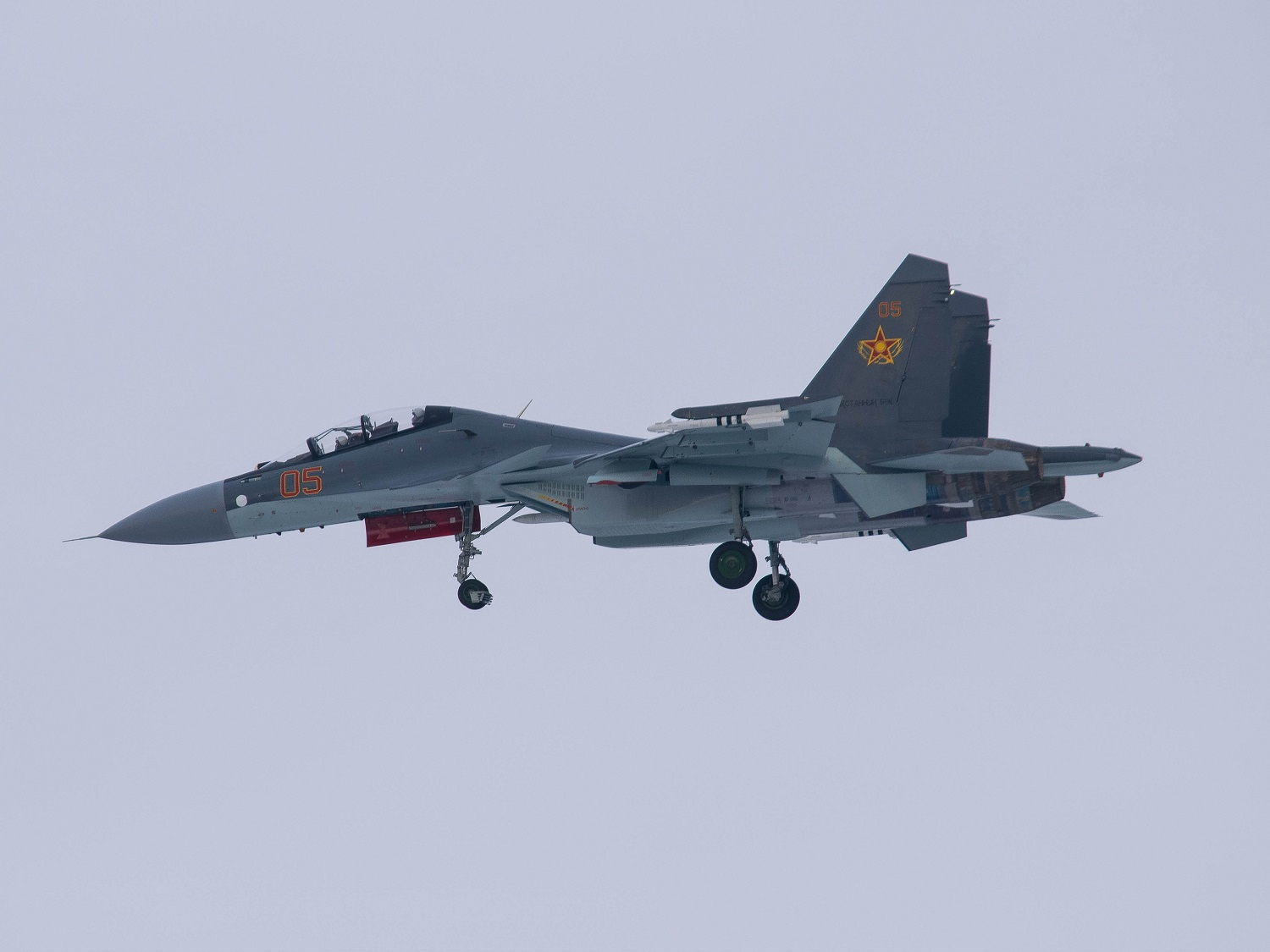
Caza Sukhoi Su-30SM kazajo en Irkutsk-2

- La Fuerza de Defensa Aérea de Kazajistán ordenó un total de 24 cazas Su-30SM bajo tres contratos. Recibió los primeros cuatro Su-30SM bajo el primer contrato por valor de 5000 millones de rublos en abril de 2015.[111][112] Firmó un segundo contrato por ocho aviones en diciembre de 2015.[113] Los dos primeros aviones del segundo pedido se entregaron en diciembre de 2016[114][115] y otros dos en diciembre de 2017.[116] El tercer pedido de doce aviones más se aprobó en agosto de 2017[117][118] y se ordenaron ocho aviones en mayo de 2018.[119] Los últimos cuatro aviones del segundo contrato se entregaron en diciembre de 2018.[120] Por lo tanto, tenía doce Su-30SM en servicio a diciembre de 2018.[121]

### Posibles usuarios
El 30 de julio de 2007, el periódico Jerusalén Post divulgó, que Irán negociaba con Rusia la compra de 250 nuevos aviones cazabombarderos Sukhoi Su-30 "Flanker", en todas sus versiones disponibles. Los funcionarios de defensa israelíes investigaban el trato potencial entre Irán y Rusia, en el cual Irán pagaría US$ 1000 millones de dólares por adelantado, el valor de la primera docena de escuadrillas de jets, para poder reemplazar todos sus aviones de combate de largo alcance McDonnell Douglas F-4 Phantom II y los caza de largo alcance Grumman F-14 Tomcat comprados anteriormente a EE. UU. en los años setenta.
Irán también compraría 20 aviones cisterna de combustible Ilyushin Il-78 Midas (versión militar del Il-76) que podrían extender el alcance o radio de combate de las aeronaves Su-30 como parte del trato. El movimiento fue visto como una respuesta, a los nuevos planes de EE. UU. para vender miles de millones de dólares en armas, aviones de combate F-15, F-16 y aviones cisterna, a adversarios potenciales de Irán en el Oriente Medio entre ellos, Israel, Arabia Saudita, Turquía y Egipto. Este informe se presentó poco después, de confirmar otros acuerdos de ventas con éxito, de los avanzados aviones Su-27 y Su-30 a Indonesia, Malasia y Venezuela.

## Accidentes
Según datos de fuentes abiertas, al menos 16 aviones de la familia Su-30 se perdieron en accidentes de vuelo.
- El 12 de junio de 1999, el Su-30MK (número de cola 01) Sukhoi Design Bureau se estrelló mientras realizaba un vuelo de demostración como parte del 43.er Salón Aeronáutico y Espacial Internacional de París en Le Bourget. Mientras realizaba acrobacias aéreas, el caza perdió altitud, golpeó el suelo con la cola, se incendió, pero continuó un vuelo controlado, permitiendo que la tripulación (piloto de prueba de la Oficina de Diseño de Sukhoi, Vyacheslav Averyanov, navegante Vladimir Shendrik) se expulsaran con éxito. Después de que se activaron los asientos de expulsión, el avión cayó a un lado, chocó con el suelo y se quemó. Los dos miembros de la tripulación escaparon ilesos y nadie fue golpeado en el suelo, ya que el avión cayó en el centro del área destinado a las acrobacias aéreas y, por lo tanto, sin espectadores. El accidente se atribuye a un error de pilotaje. Los dos pilotos afirmaron haber sido molestados por el sol, el resplandor les hizo tener una falsa apreciación de la altitud a la que se movía el avión.

- El 27 de mayo de 2002, el Su-30MKK del 9.º Regimiento de Aviación de Cazas de la Fuerza Aérea China tocó las copas de los árboles durante un vuelo de entrenamiento a muy baja altitud. Al sentir la vibración, la tripulación se expulsó con éxito. El avión voló durante otros 5 km, chocó con una montaña y colapsó. El piloto instructor fue disciplinado.

- El 16 de marzo de 2004, el Su-30MK2 (número de cola 18) del 10.º Regimiento de Aviación de Cazas de la Armada China se estrelló durante un vuelo de entrenamiento cerca de la base aérea de Feidong. Ambos miembros de la tripulación, el coronel Wei Wenhui y el teniente coronel Zhang Jian, se expulsaron con éxito. La causa del accidente fue errores de pilotaje causados por falta de experiencia.

- El 30 de abril de 2009, el Su-30MKI (número de cola SB 021), la Fuerza Aérea de la India, durante un vuelo de entrenamiento, cayó en picada incontrolable y se estrelló 70 km al sureste de Jaisalmer (Rajastán). Ambos pilotos lograron expulsarse, pero uno de ellos murió debido a una ruptura en los cinturones de paracaídas. Según la investigación, el accidente se produjo debido a un error del piloto, que cortó accidentalmente la alimentación de la computadora de a bordo en lugar del sistema de control de armas.

- El 30 de noviembre de 2009, el Su-30MKI del 24° escuadrón de la Fuerza Aérea de la India se estrelló en la región de Jategaon (estado de Maharashtra). Después de que se activó la alarma de incendio del motor, ambos pilotos fueron expulsados con éxito, el avión chocó contra el suelo y colapsó. La causa del incendio fue la entrada de un objeto extraño en la entrada del motor.

- El 13 de diciembre de 2011, el Su-30MKI de la Fuerza Aérea de la India poco después de despegar de la base aérea de Lohegaon (cerca de Pune, Maharashtra) se estrelló en las proximidades de la aldea de Wade Bholay, a 20 km de Pune. Los pilotos se expulsaron y no resultaron heridos.

- El 28 de febrero de 2012, el Su-30MK2 de la planta de aviones rusos KnAAPO (ahora KNAAZ) se estrelló durante un vuelo de prueba de postconstrucción a 130 km de Komsomolsk-on-Amur. Al acelerar a la velocidad máxima, la luz de fondo se abrió y se cayó durante el repostaje. Una vez en la toma de aire, esta parte provocó un incendio en el motor derecho. Los pilotos, el teniente coronel Valery Kirillin y el capitán Alexei Gorshkov, lograron catapultarse y sobrevivieron, Kirillin sufrió fracturas de cadera. El avión estaba destinado a la Fuerza Aérea de Vietnam.
- El 19 de febrero de 2013, el Su-30MKI de la Fuerza Aérea India se estrelló en la región de Jaisalmer, Rajastán, durante un vuelo de entrenamiento. Durante el bombardeo de entrenamiento, la munición no descendió del pilón, cuando el piloto presionó el gatillo nuevamente, ocurrió una explosión que destruyó parte del ala derecha. Ambos pilotos se lograron expulsar y no resultaron heridos, el avión se estrelló.
- El 14 de octubre de 2014, el Su-30MKI (número de cola SB 050), de la Fuerza Aérea de la India, al despegar de la base aérea de Lohegaon (Pune, Maharashtra), como resultado de un mal funcionamiento, el sistema de eyección se activó espontáneamente. Ambos pilotos sobrevivieron, el avión se estrelló.

- El 19 de mayo de 2015, el Su-30MKI de la Fuerza Aérea de la India, que volaba desde la base aérea de Tezpur, se estrelló en el área de Nagaon (estado de Assam). Ambos pilotos fueron expulsados con éxito y no resultaron heridos.

- El 17 de agosto de 2015, el Su-30MK2 (número de cola AMB-0460) de la Fuerza Aérea Venezolana, que voló para interceptar un avión presuntamente perteneciente a la mafia colombiana del narcotráfico, se estrelló en el estado de Apure, cerca de la frontera con Colombia. Ambos pilotos murieron: los capitanes Ronald Ramírez Sánchez y Jackson García Betancourt. Según datos preliminares, el desastre ocurrió debido a un error de pilotaje o mal funcionamiento técnico.

- El 14 de junio de 2016, el Su-30MK2 (número de cola 8585) del 370° regimiento de vuelo de la Fuerza Aérea Vietnamita, que salía de la base aérea de Thosuan, desapareció de los radares sobre el Mar del Sur de China. El avión realizó una misión de entrenamiento en la parte oriental de la provincia vietnamita de Ngean. El 15 de junio, uno de los pilotos, Nguyen Huu Kyong, de 39 años, fue rescatado del agua por la tripulación de un barco pesquero. El segundo piloto, Chiang Quang Khai, de 43 años, murió. El 16 de junio, el avión CASA C-212 Aviocar de la Guardia Costera de Vietnam se estrelló en el Mar del Sur de China, cuando participaba en una operación para buscar a los pilotos catapultados. Como resultado, nueve personas murieron.
- El 3 de mayo de 2018, el Ministerio de Defensa de la Federación Rusia informó que un caza ruso Su-30SM se estrelló sobre el mar Mediterráneo poco después de despegar del aeródromo de Khmeimim (Siria). Ambos miembros de la tripulación murieron. Según datos preliminares, la causa del desastre podría ser la entrada de un pájaro al motor. Este es el primer Su-30 perdido de Rusia.
- El 16 de octubre de 2019, se confirmó que un Sukhoi Su-30 MK2 de la Aviación Militar Bolivariana se accidentó luego de que despegara de una base en el estado Guárico hacia un destacamento en el este del país, ocasionando la muerte de sus 2 tripulantes.[123]
- El 22 de septiembre de 2020 el Ministerio de Defensa ruso informó que uno de sus aviones de combate Su-30 se estrelló, los informes de los medios dicen que el avión fue derribado por fuego amigo.[124]
- El 2 de julio de 2023, el Su-30MK2 (número de cola AMB-3363) de la Aviación Militar Bolivariana Venezolana, se estrelló mientras realizaba prácticas para la Conmemoración de Desfile del Día de la Independencia de Venezuela que se celebra cada 5 de julio, presumiblemente tras ingesta de ave en uno de sus motores. Ambos tripulantes lograron eyectarse pero el piloto del Caza fallece al golpearse con árboles durante el descenso en paracaídas.[125]

## Especificaciones (Su-30MK)
Referencia datos: Página del Su-30MK en la web de KNAAPO, página del Su-30MK en la web de Sukhoi, Gordon y Davison

### Características generales
- Tripulación: 2 (piloto y navegante)
- Longitud: 21,9 m
- Envergadura: 14,7 m
- Altura: 6,4 m
- Superficie alar: 62 m²
- Peso vacío: 17 700 kg
- Peso cargado: 24 900 kg
- Peso máximo al despegue: 34 500 kg
- Planta motriz: 2× Turbofán de baja derivación Saturn AL-31FL.
  - Empuje normal: 74,5 kN 7600 kp / 16.750 lbf de empuje cada uno.
  - Empuje con postquemador: 122,58 kN 12 500 kp/27 560 lbf de empuje cada uno.
- Capacidad de combustible: 9640 kg
- Tasa de giro: 21 grados por segundo

### Rendimiento
- Velocidad máxima operativa (Vno): 

  - A altitud: 2350 km/h (Mach 2,0 sin canards)
  - A nivel del mar: 1350 km/h
- Alcance: 2450 km en altitud
- Radio de acción: 1160 m (3806 ft)
- Techo de vuelo: 17 300 m
- Régimen de ascenso: 230 m/s
- Carga alar: 401 kg/m²
- Empuje/peso: 1,0
- Límites de fuerzas soportadas: +9 G

### Armamento
- Cañones: 

  - 1x Gryazev-Shipunov GSh-30-1 de 30 mm, 150 proyectiles
- Puntos de anclaje: 12 (2 raíles de punta alar, 6 pilones subalares, 2 pilones en los carenados de los motores, y 2 pilones en tándem en el fuselaje entre los carenados de los motores) con una capacidad de 8000 kg, para cargar una combinación de:  
  - Bombas: 

    - Guiadas: 6x KAB-500KR, KAB-500OD, 3x KAB-1500KR, KAB-1500L
    - De racimo: RBK-500 SPBE-D
    - De caída libre: FAB-500T, BETAB-500ShP, ODAB-500PM, OFAB-250-270, OFAB-100-120, P-50T incendiarias

  - Cohetes: S-8KOM, S-8OM, S-8BM, S-13T, S-13OF, S-25OFM-PU
  - Misiles: 

    - Misiles aire-aire:4= R-27Er: 140 km 6x R-27R1, 2x R-27T1, 6× R-73E, 6x R-77E RVV-AE
    - Misiles aire-superficie: 6x Kh-31P/Kh-31A antirradar, 6x Kh-29T/L guiados por láser, 2x Kh-59ME

### Desarrollos relacionados
- Sukhoi Su-27
- Sukhoi Su-33
- Sukhoi Su-34
- Sukhoi Su-35
- Sukhoi Su-37
- Shenyang J-11

### Aeronaves similares
- MiG-35
- McDonnell Douglas F-15E Strike Eagle
- Boeing F/A-18 Super Hornet
- Shenyang J-11
- Shenyang J-15
- Eurofighter Typhoon
- Dassault Rafale